# مریلین مونرو
مریلین مونرو (به انگلیسی: Marilyn Monroe، ‎/ˈmærəlɪn mənˈroʊ/‎؛  ۱ ژوئن ۱۹۲۶ به نام نورما جین مورتنسن – ۴ اوت ۱۹۶۲) بازیگر و مدل آمریکایی بود. او که به ایفای نقش «بامب‌شل بلوند» (ر.ک. بامب‌شل) در فیلم‌های کمدی آوازه داشت، به یکی از محبوب‌ترین نمادهای سکس در دههٔ ۱۹۵۰ و اوایل دههٔ ۱۹۶۰ تبدیل شده بود و نماد انقلاب جنسی در این دوران هم به شمار می‌رفت. وی به مدت یک دهه از بازیگران نقش اول بود و تا زمان مرگش در سال ۱۹۶۲، فیلم‌هایش ۲۰۰ میلیون دلار (معادل ۲ میلیارد دلار در ۲۰۲۲) فروش داشت. مونرو را از نمادهای اصلی در فرهنگ مردمی می‌شناسند. انستیتوی فیلم آمریکا در سال ۱۹۹۹، مونرو را ششمین زن در فهرست بزرگ‌ترین افسانه‌های زن روی پردهٔ سینما در عصر طلایی هالیوود رتبه‌بندی کرد.
مونرو که در لس آنجلس زاده و بالنده شده بود، دوران کودکی خود را زیر نظر ۱۲ خانوادهٔ موقت و یک یتیم‌خانه گذراند؛ تا این‌که در سن ۱۶ سالگی با افسر پلیسی به‌نام جیمز دوگرتی ازدواج کرد. او در طول جنگ جهانی دوم ابتدا در کارخانه‌ای مشغول به کار شد؛ ولی کمی بعد با عکاسی از فرست موشن پیکچر یونیت دیدار و حرفهٔ جدیدی را به‌عنوان یک مدل پین‌آپ موفق آغاز کرد. پس از آن، مونرو قراردادهای کوتاه‌مدتی با شرکت‌های فاکس قرن بیستم و کلمبیا پیکچرز بست و مدتی در نقش‌های جزئی ظاهر شد. او در اواخر سال ۱۹۵۰ قرارداد جدیدی با فاکس امضا کرد و با ایفای نقش اصلی در فیلم‌های کمدی همچون به همان جوانی که حس می‌کنی (۱۹۵۱) و میمون‌بازی (۱۹۵۲) و نیز فیلم‌های درام همچون برخورد در شب (۱۹۵۲) و زحمت در زدن به خودت نده (۱۹۵۲) به محبوبیت رسید. وقتی لو رفت که مونرو پیش از محبوبیتش برای عکس‌های برهنه ژست می‌گرفته، رسوایی به بار آمد؛ اما این رسوایی به حرفه‌اش آسیب نرساند و حتی میزان علاقه به فیلم‌هایش را هم افزایش داد.
مونرو تا سال ۱۹۵۳ به یکی از بازیگران پرطرفدار و نیز برگزیدهٔ بازاریابان در هالیوود تبدیل شده بود. فیلم نوآر نیاگارا (۱۹۵۳) آشکارا روی جذابیت جنسی‌اش تأکید داشت و فیلم‌های کمدی آقایان موطلایی‌ها را ترجیح می‌دهند (۱۹۵۳) و چگونه می‌توان با یک میلیونر ازدواج کرد (۱۹۵۳) او را در نقش «بلوند احمق» به تصویر می‌کشیدند. در همین سال، عکس‌های برهنه‌اش وسط مجلهٔ پلی‌بوی و روی جلد نخستین شماره‌اش چاپ شدند. مونرو در سراسر دورهٔ حرفه‌ای خود، نقش مهمی در کسب و مدیریت تصور عموم مردم از خودش داشت، اما ایفای نقش‌های تکراری و دریافت دستمزد کم از شرکت‌های فیلم‌سازی باعث دلسردی او شدند. او در اوایل سال ۱۹۵۴ به دلیل خودداری از مشارکت در یک پروژهٔ فیلم، به‌طور موقت بیکار شد اما با پذیرش نقش در فیلم خارش هفت‌ساله (۱۹۵۵) که یکی از بزرگ‌ترین موفقیت‌های گیشه در سال‌های فعالیت حرفه‌ایِ او بود، به سینما بازگشت.
زمانی که شرکت‌های فیلم‌سازی همچنان میلی به تغییر دستمزد مونرو نداشتند، او شرکت تولید فیلم خودش را در سال ۱۹۵۴ تأسیس کرد و زیر نظر لی استراسبرگ، در اکتورز استودیو به یادگیری بازیگری متد پرداخت. فاکس در همین سال، قرارداد جدیدی را به مونرو پیشنهاد کرد که به او اجازهٔ نظارت بیشتر روی پروژه و دریافت دستمزد بالاتر می‌داد. از میان نقش‌های بعدی مونرو، می‌توان به ایستگاه اتوبوس (۱۹۵۶) که توسط منتقدان تحسین شد و نیز در شاهزاده و شوگرل (۱۹۵۷) که نخستین تولید مستقلانه‌اش بود، اشاره کرد. او برای بازی در بعضی‌ها داغشو دوست دارن (۱۹۵۹) که یک موفقیت انتقادی و تجاری بود، جایزهٔ بهترین بازیگر زن گلدن گلوب را دریافت کرد. آخرین فیلم تکمیل‌شدهٔ او، درام ناجورها (۱۹۶۱) بود.
مونرو با اعتیاد و اختلالات خلقی سر می‌کرد و زندگی خصوصی سخت او به‌شدت مورد توجه قرار می‌گرفت. ازدواج‌های وی به ترتیب با جو دی‌ماجیو، ستارهٔ بازنشستهٔ بیسبال و آرتور میلر، نمایشنامه‌نویس، بسیار خبرساز بودند و هر دو هم سرانجام به طلاق ختم شدند. مونرو در ۴ اوت ۱۹۶۲ و در ۳۶ سالگی به علت مصرف بیش از حد باربیتورات در خانهٔ خود در لس آنجلس درگذشت و اعلام شد که احتمالاً دست به خودکشی زده بود.

## زندگی و حرفه

### ۱۹۲۶–۱۹۴۳: کودکی و نخستین ازدواج

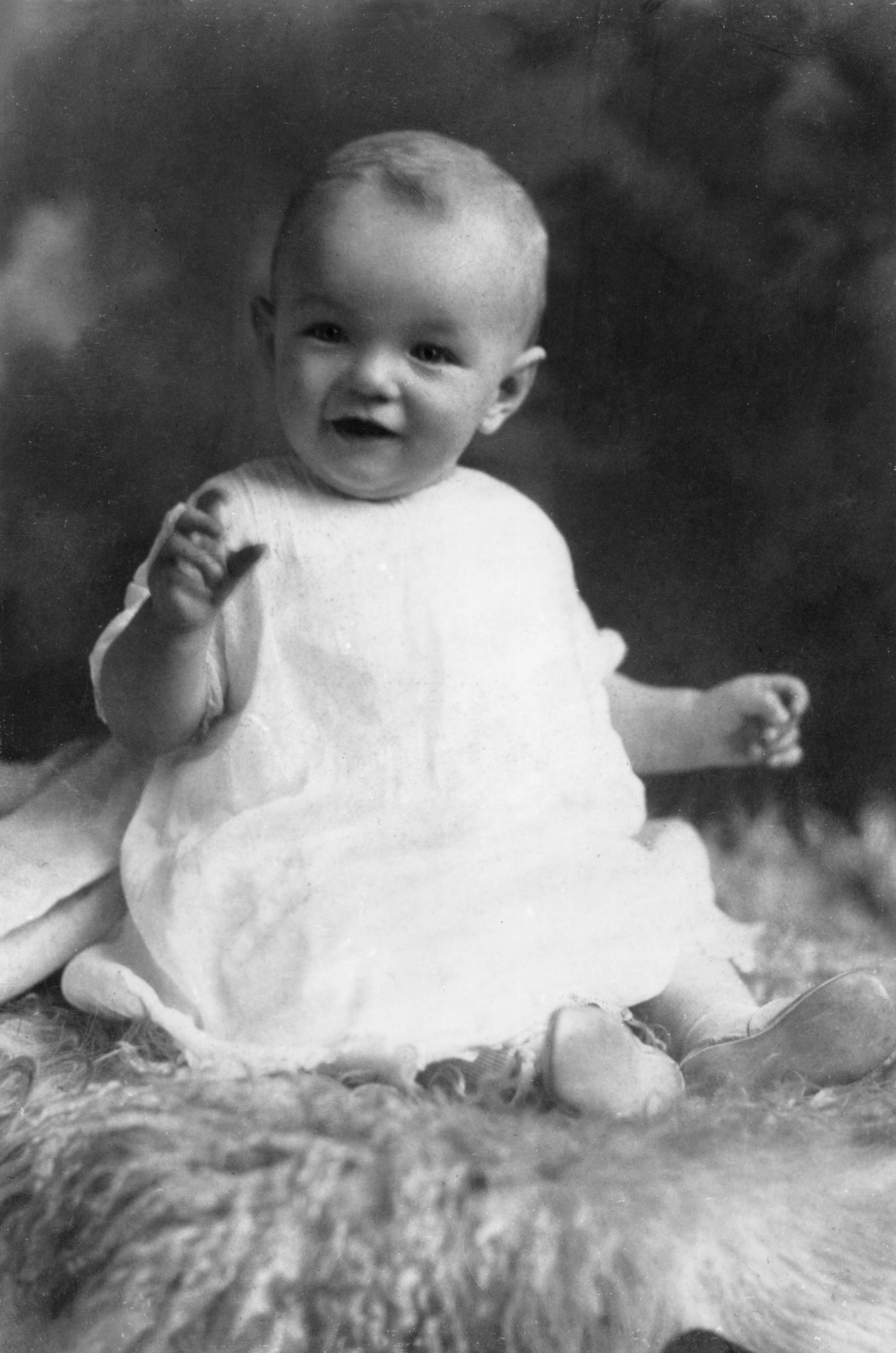
مونرو در نوزادی، c. 1927

مریلین مونرو با نام نورما جین مورتنسن، در ۱ ژوئن ۱۹۲۶ در مرکز پزشکی یواس‌سی شهرستان لس آنجلس واقع در لس آنجلس زاده شد. مادرش گلادیس پرل بیکر (پیش از ازدواج: مونرو؛ ‎۱۹۰۲–۱۹۸۴)، در پیدراس نگراس، کواویلا، مکزیک زاده شده بود. گلادیس در خانواده‌ای تهی‌دست مقیم غرب میانه می‌زیست که در آغاز سدهٔ بیستم، به کالیفرنیا مهاجرت کردند. در ‎۱۴–۱۵ سالگی، گلادیس با جسپر نیوتن بیکر، مردی پرخاش‌گر و بدزبان که از او ۹ سال بزرگ‌تر بود ازدواج کرد. آن‌ها صاحب ۲ فرزند شدند: رابرت (‎۱۹۱۸–۱۹۳۳) و برنیس (‎۱۹۱۹–۲۰۱۴). گلادیس و جسپر، بعدها به درخواست گلادیس از هم طلاق گرفتند و حضانت فرزندان در ۱۹۲۳ به شیوه‌ای قانونی به گلادیس رسید، اما جسپر به زودی بچه‌ها را دزدید و سپس با آن‌ها به زادگاهِ خودش کنتاکی نقل مکان کرد.
مونرو تا ۱۲ سالگی نمی‌دانست که برنیس خواهرش است؛ آن دو برای نخستین بار در ۱۹۴۴، زمان ‎۱۷–۱۸ سالگی مونرو با یکدیگر دیدار کردند. گلادیس همزمان با پیگیری فرایند طلاقش، به برش‌دهندگی نگاتیو فیلم در کنسالیدیتد فیلم ایندستریز مشغول بود. در ۱۹۲۴ گلادیس با مارتین ادوارد مورتنسن ازدواج کرد، اما آن‌ها پس از چند ماه به زندگی مشترکشان پایان دادند و طلاق آن‌ها، سرانجام در ۱۹۲۸ نهایی شد. در ۲۰۲۲، آزمایش دی‌ان‌ای نشان داد که پدر مریلین، چارلز استنلی گیفورد (‎۱۸۹۸–۱۹۶۵) بوده‌است،
همکار گلادیس که با او در ۱۹۲۵ آمیزش جنسی داشت. پیش از این آزمایش، مورتنسن پدر مونرو دانسته می‌شد. مریلین همچنین یک خواهر ناتنی و یک برادر ناتنی از ازدواج گیفورد با زنِ یکمش داشت: دوریس الیزابت (‎۱۹۲۰–۱۹۳۳) و چارلز استنلی (‎۱۹۲۲–۲۰۱۵).
هرچند گلادیس از دیدگاه فکری و مالی برای فرزندپروری آماده نبود، اوایل کودکی مونرو پایدار و شاد بود. گلادیس دخترش را چند هفته پس از تولدش پیش والدین موقت مسیحی انجیلی، آلبرت و آیدا بُلِندِر که مقیم محدوده‌ای روستایی نزدیک هاوتورن بودند گذاشت. گلادیس خودش ۶ ماه آن‌جا زندگی کرد، تا این‌که مجبور شد برای مسائل شغلی‌اش به شهر برگردد. گلادیس پس از این آخر هر هفته مریلین را ملاقات می‌کرد. در تابستان ۱۹۳۳، گلادیس از اچ‌اوال‌سی وام گرفت و با آن خانه‌ای کوچک در هالیوود خرید؛ سپس همراه با مونروی ۷ ساله، به آن‌جا نقل مکان کرد.
آن‌ها خانه را با ۳ مستأجر شریک شدند: بازیگران جرج و مود اتکینسون و دخترشان نلی. در ژانویهٔ ۱۹۳۴، گلادیس دچار بیماری روانی شد و تشخیص داده شد که وی مبتلا به اسکیزوفرنی پارانوئید است. پس از چند ماه استراحت در خانه، او به بیمارستان دولتی متروپولیتن رفت. او باقی زندگی‌اش را در داخل و خارج از بیمارستان‌های گوناگون گذراند و به ندرت با مونرو در تماس بود. مونرو سپس تحت مراقبت دولت قرار گرفت و دوست مادرش گریس گدارد، مسئولیت امور وی و مادرش را برعهده گرفت.

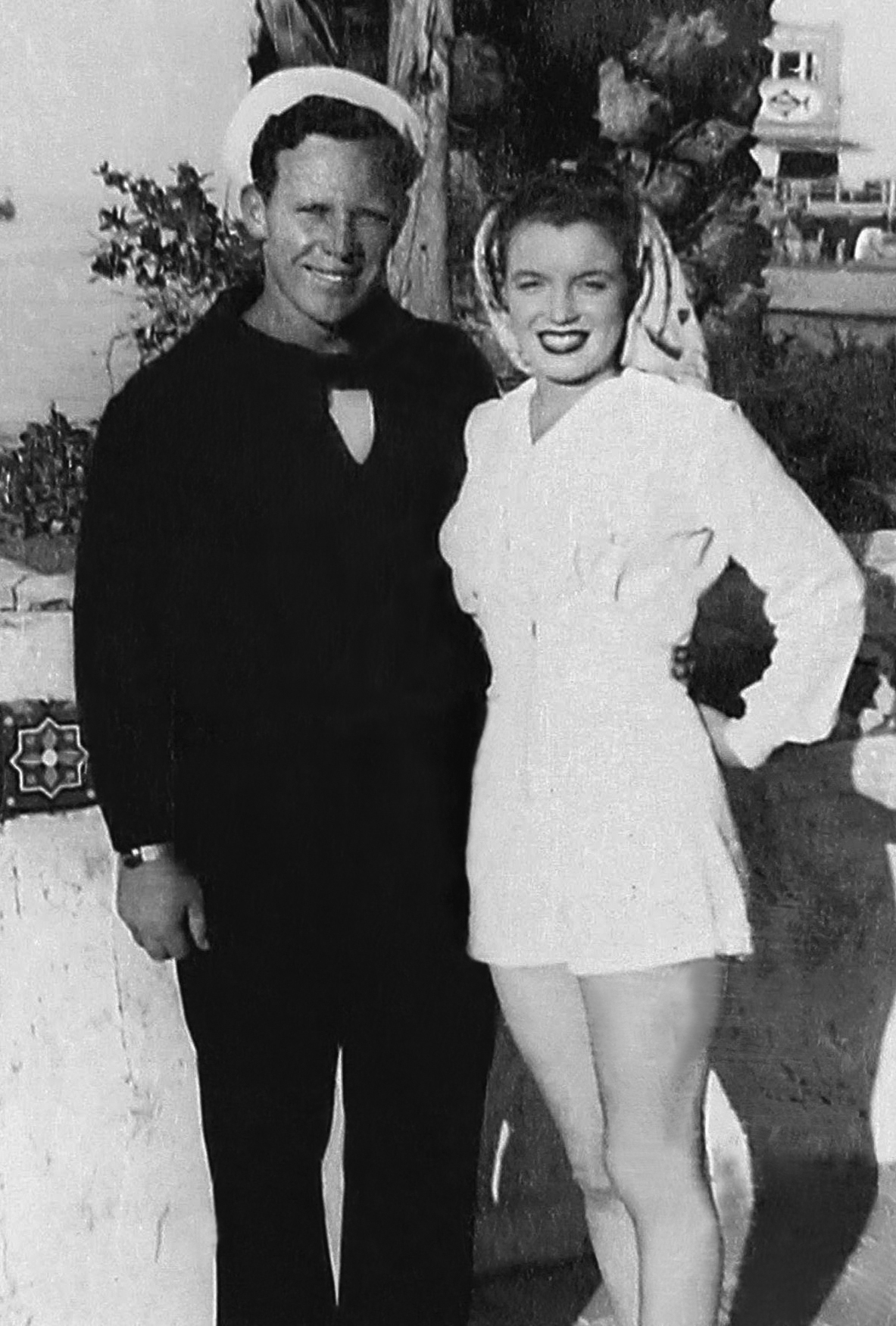
مونرو همراه نخستین شوهرش جیمز دوگرتی، c. ۱۹۴۳–۴۴. هنگام ازدواج آن‌ها، مونرو ۱۶ ساله و دوگرتی ۲۱ ساله بودند.

طی ۴ سال پس از آن (۸ تا ۱۲ سالگی)، وضعیت زندگی مونرو بارها تغییر کرد. در ۱۶ ماه نخست از این دورهٔ ۴ ساله، او همچنان با خانوادهٔ اتکینسون زندگی می‌کرد، امکانش هست که از او در طی این مدت سوءاستفادهٔ جنسی شده باشد. وی که همیشه دختربچه‌ای خجالتی بود، در همین دوره دچار لکنت زبان نیز شد و در خودش فرو رفت. در تابستان ۱۹۳۵، او برای مدتی کوتاه پیش گریس و شوهرش اروین «داک» گدارد و هچنین ۲ خانوادهٔ دیگر می‌زیست. در سپتامبر ۱۹۳۵، گریس مونروی ۹ ساله را در یتیم‌خانهٔ شمارهٔ ۲ لس آنجلس، هالی‌گرو گذاشت. یتیم‌خانه یک «مؤسسهٔ نمونه» بود و توسط هم‌سالان مونرو با عباراتی مثبت توصیف می‌شد، اما به هر حال وی حس می‌کرد که رها شده‌است.
با تشویق کارکنان یتیم‌خانه که فکر می‌کردند زندگی مونرو در یک خانواده شادتر خواهد بود، گریس در ۱۹۳۶ قیم قانونی مونروی ۱۰ ساله شد، اما تا تابستان ۱۹۳۷ او را از یتیم‌خانه خارج نکرد. ماندن مونرو پیش خانوادهٔ گدارد برای بار دوم، تنها چند ماه طول کشید زیرا داک از او سوءاستفادهٔ جنسی کرد. او سپس برای دوره‌های کوتاهی، با خویشاوندانش در لس آنجلس و همچنین دوستان و خویشاوندان گریس در کامپتن می‌زیست.
تجارب کودکی مونرو بود که باعث شد بخواهد بازیگر شود: «من جهان پیرامونم را دوست نداشتم چون یک‌جورایی شوم و ستم‌گرایانه بود … هنگامی که شنیدم این بازیگری هست، گفتم که این چیزی هست که می‌خوام باشم … برخی از خانواده‌های موقتم، معمولاً مرا برای این‌که از خانه بیرون بیاورن، به سینما می‌فرستادن و من از روز تا شب، تمام زمانم را اون‌جا سپری می‌کردم. در اون‌جا، یک بچهٔ کاملاً تنها، پیش یک صفحهٔ نمایش خیلی بزرگ بود و من اون را دوست داشتم.»
در سپتامبر ۱۹۳۸، مونروی ۱۲ ساله خانه‌ای پیدا کرد که ماندنی‌تر از خانه‌های دیگر بود؛ او زندگی با عمهٔ گریس آنا لوور را در بخش غربی سوتل آغاز کرد. او در دبیرستان امرسون جونیور نام نوشت و با لوور به خدمات هفتگی علوم مسیحی رفت. او در نویسندگی عالی بود و در روزنامهٔ مدرسه مشارکت می‌کرد، اما در کل دانش‌آموزی متوسط حساب می‌شد. به دلیل مشکلات سلامتی لوور سالخورده، مونروی ۱۴ ساله در اوایل ۱۹۴۱ برای زندگی با خانوادهٔ گدارد به ون نایز بازگشت.
در همان سال، او در دبیرستان ون نایز نام نوشت و آنجا با کارگر کارخانه جیمز دوگرتی آشنا شد، که از او پنج سال بزرگ‌تر بود. مونرو در ۱۵ سالگی قرار گذاشتن با دوگرتی را آغاز کرد. در ۱۹۴۲، شرکتی که داک گدارد را استخدام کرده بود، او را به ویرجینیای غربی منتقل کرد. قوانین محافظت از کودک در کالیفرنیا، مانع این شد که خانوادهٔ گدارد مونرو را از ایالت خارج کنند و برای همین، مونرو مجبور شد به یتیم‌خانه برگردد. برای راه حل، مونرو در ۱۹ ژوئن ۱۹۴۲ درست پس از تولد ۱۶ سالگی‌اش، با پسر ۲۱ سالهٔ همسایه‌هایشان به نام جیمز دوگرتی که در کارخانه کار می‌کرد ازدواج کرد.
سپس، مونرو دبیرستان را رها کرد و مشغول خانه‌داری شد. او متوجه شد که با دوگرتی تفاهمی ندارد و بعدها در این باره گفت که هنگام ازدواج، «از بی‌حوصلگی» می‌مُرده‌است. در ۱۹۴۳، دوگرتی در تجارت دریایی نام نوشت و در جزیرهٔ سانتا کاتالینا مستقر شد و مونروی ۱۷ ساله هم با او به آن‌جا نقل مکان کرد.

### ۱۹۴۴–۱۹۴۸: مدلینگ و ایفای نخستین نقش‌ها در فیلم‌ها

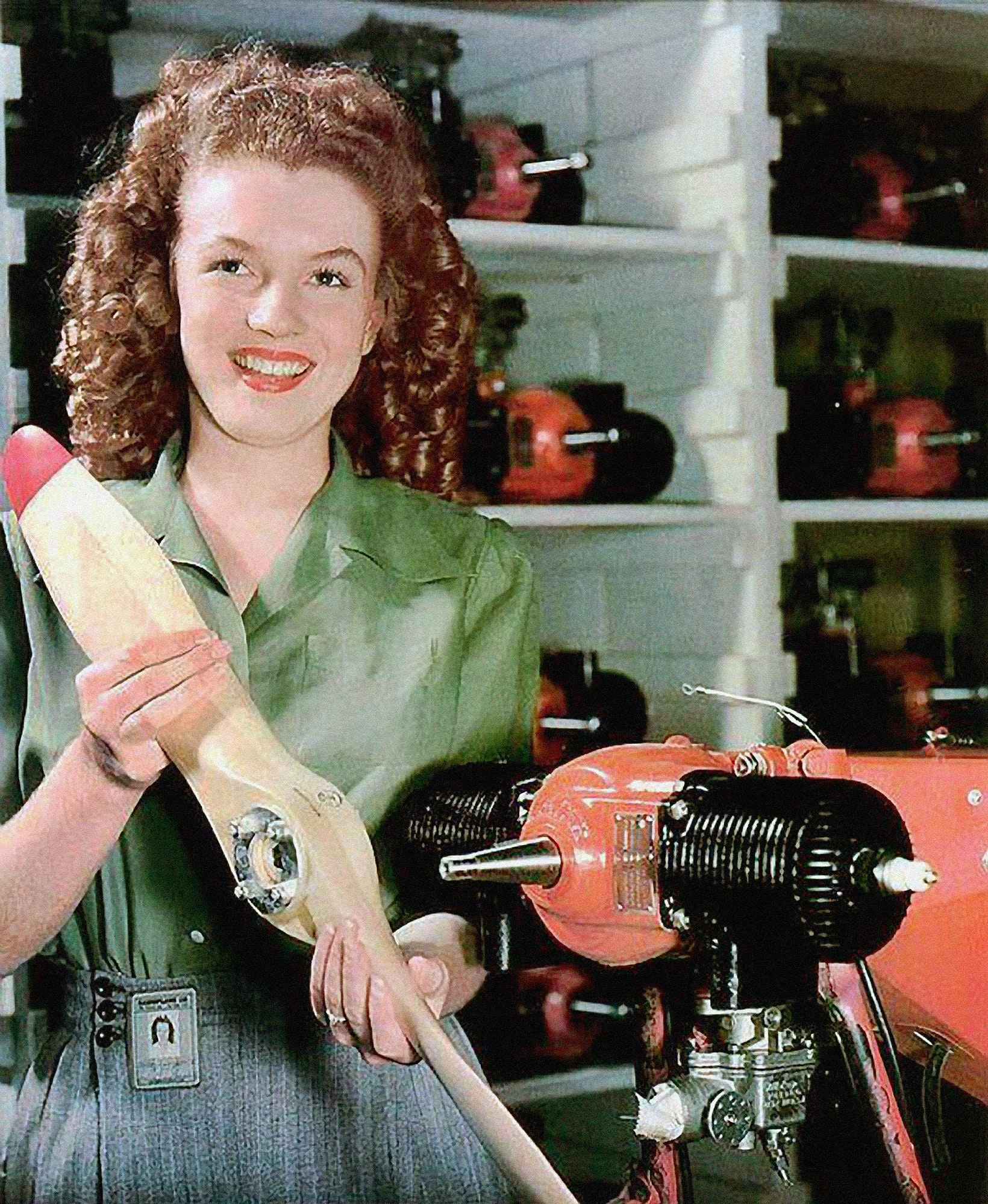
یک عکس از مونرو که توسط دیوید کانوور در اوسط ۱۹۴۴ در ریدیوپلین گرفته شده‌است.

در آوریل ۱۹۴۴، دوگرتی به اقیانوس آرام فرستاده شد و بیشتر ۲ سال آینده را آن‌جا گذراند. مونرو همراه با خانوادهٔ همسرش نقل مکان کرد و در ریدیوپلین — یک کارخانهٔ مهمات‌سازی در ون نایز — مشغول به کار شد. در اواخر ۱۹۴۴، او عکاس دیوید کانوور را دید که توسط فرست موشن پیکچر یونیت متعلق به نیروهای هوایی ارتش، به کارخانه فرستاده شده بود تا از کارگران زن عکس‌های روحیه‌بخش بگیرد. اگرچه هیچ‌کدام از عکس‌هایش استفاده نشد، در ژانویهٔ ۱۹۴۵ کار در کارخانه را رها کرد و برای کانوور و دوستان او مدل شد. مونرو با بی‌توجهی به شوهر مستقرش، تنهایی نقل مکان کرد و در اوت ۱۹۴۵، قراردادی را با آژانس بلو بوک مدل امضا کرد.
به نظر آژانس، بهتر بود از هیکل مونرو برای مدلینگ پین‌آپ استفاده شود تا مدلینگ سطح‌بالای مد. برای همین، وی بیشتر در تبلیغات و مجلات مردان به تصویر کشیده می‌شد. وی برای این‌که شانس بیشتری برای استخدام داشته باشد، موهایش را صاف و بلوند کرد. به گفتهٔ مالک آژانس املین اسنیولی، مونرو خیلی زود تبدیل به یکی از نامجوترین و سخت‌کوش‌ترین مدل‌های آن‌جا شد؛ در اوایل ۱۹۴۶، تصویر او روی جلد ۳۳ مجله و نشریه چاپ شد، از میان آن‌ها، می‌توان به پجنت، یو.اس. کمرا، لاف و پیک اشاره کرد. مونرو گاهی از نام مستعار جین نورمن در جایگاه مدلینگ استفاده می‌کرد.

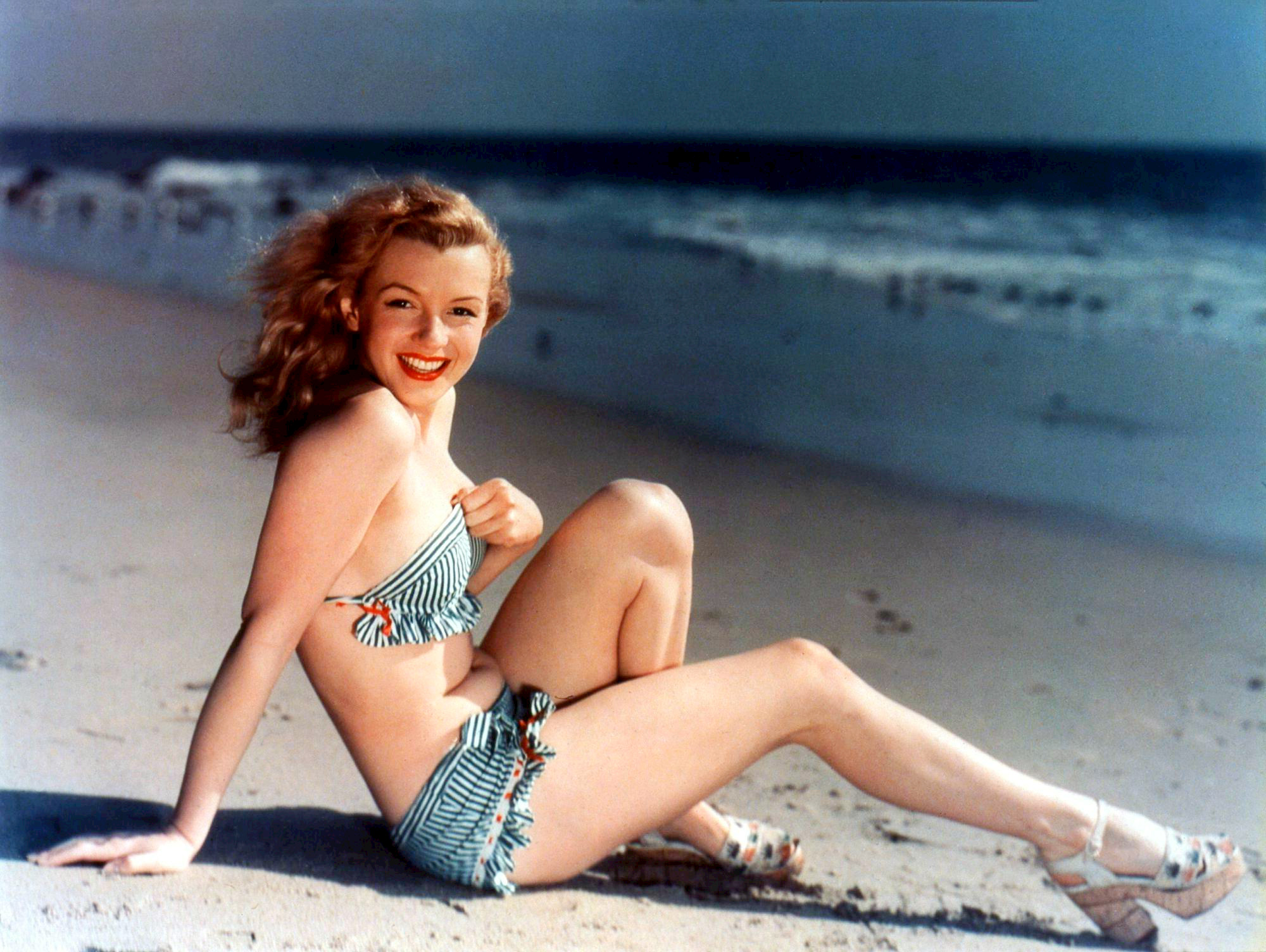
مونرو که به‌عنوان مدل پین‌آپ برای عکس کارت پستال ژست گرفته‌است. c. دههٔ ۱۹۴۰

در ژوئن ۱۹۴۶، مونرو از طریق اسنیولی با یک آژانس بازیگری آشنا شد و قرارداد امضا کرد. پس از مصاحبهٔ ناموفق او با پارامونت پیکچرز، بن لیون که از مقامات اجرایی فاکس قرن بیستم بود، به او یک فرصت آزمایشی برای اجرا داد. داریل اف. زانوک که سرپرست اجرایی فاکس بود، نسبت به این موضوع اشتیاقی نداشت، اما قراردادی معیار را برای شش ماه با مونرو بست، تا از پیوستن او به استودیوی رقیب فاکس آرکی‌او پیکچرز جلوگیری کند. قرارداد مونرو در اوت ۱۹۴۶ آغاز شد و او و لیون، نام هنری «مریلین مونرو» را برگزیدند. نام کوچک را لیون به یاد ستارهٔ برادوی مریلین میلر برگزید؛ نام خانوادگی هم، نام خانوادگی مادر مونرو پیش از ازدواجش بود. در سپتامبر ۱۹۴۶، او از دوگرتی که مخالف حرفه‌اش بود طلاق گرفت.
مونرو ۶ ماه را در فاکس سپری کرد تا بازیگری، خوانندگی و رقصیدن را یاد بگیرد، او فرایند ساخت فیلم را هم مشاهده کرد. قراردادش در فوریهٔ ۱۹۴۷ تمدید شد و به او نخستین نقش‌هایش در فیلم‌ها را دادند، نقش‌هایی جزئی در سال‌های خطرناک (۱۹۴۷) و اسکودا هو! اسکودا هی! (۱۹۴۸). استودیو همچنین او را در تئاتر لابراتوار بازیگران نام‌نویسی کرد، تئاتر لابراتور مدرسه‌ای بازیگری بود که فن‌های گروپ تئاتر را یاد می‌داد؛ او بعدها دربارهٔ این تئاتر گفت: «نخستین باری [بود] که من طعم چیزی که بازیگری واقعی در یک درام واقعی می‌تواند باشد را چشیدم و با آن خو گرفتم». با وجود اشتیاق وی، آموزگارانش فکر می‌کردند که خیلی خجالتی‌ست و از این‌که بازیگری آینده‌دار شود مطمئن نبودند، فاکس هم قرارداد وی را در اوت ۱۹۴۷ تمدید نکرد. او به مدلینگ بازگشت در حالی که هنوز گهگاهی کارهای عجیب‌وغریب در استودیوهای فیلم انجام می‌داد، مثلاً در پشت صحنه «با برداشتن هر گام» می‌رقصید، تا نقش اصلی را با ایستادن روی شست پا در صحنه‌های موزیکال داشته باشد.

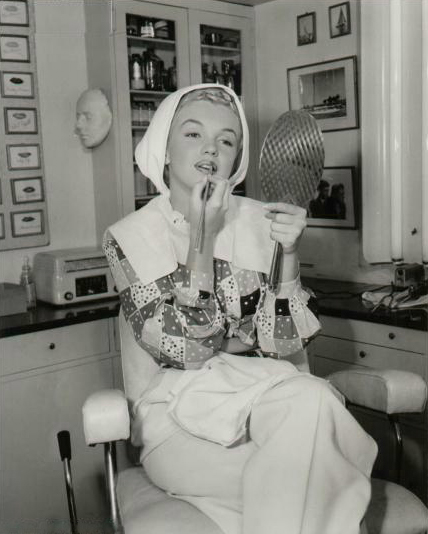
مونرو در یک عکس تبلیغاتی ۱۹۴۸

مونرو خیلی مصمم بود که بازیگر شود و برای همین، به تحصیل در تئاتر لابراتوار ادامه داد. نقشی کوچک در نمایشنامهٔ فریبندگی ترجیحی در بلیس-هیدن تئاتر به او داده شد، اما پس از چند اجرا به پایان رسید. برای حفظ ارتباطش با تهیه‌کنندگان، او در دفاتر آن‌ها رفت‌وآمد کرد، با ستون‌نویس شایعه‌پراکن سیدنی اسکلسکی دوست شد و مهمانان مرد تأثیرگذار بر عملکرد استودیو را سرگرم کرد، تمرینی که در فاکس آغاز کرده بود. او همچنین دوست و شریک جنسی گاه‌وبیگاه جوزف ام. شنک — یکی از مقامات اجرایی فاکس — شد؛ شنک هم دوست خود هری کوهن، سرپرست اجرایی کلمبیا پیکچرز را متقاعد کرد تا با مونرو در مارس ۱۹۴۸ قرارداد ببندد.
در کلمبیا پیکچرز، از ظاهر مونرو پس از ریتا هیورث الگوبرداری شد و موهایش بلوند پلاتینیوم روشن شد. او کار با سرمربی استودیو، ناتاشا لایتس را آغاز کرد و تا ۱۹۵۵ با او همکاری‌اش را ادامه داد. تنها فیلم او در استودیو، موزیکال کم‌هزینه دختران گروه کُر (۱۹۴۸) بود، که در آن وی نخستین نقش اصلی‌اش را به‌عنوان یک عضو گروه کُر که مردی پولدار از وی خواستگاری می‌کند، ایفا کرد. او همچنین در برابر دوربین برای نقش اصلی در چشم‌وگوش‌بسته (۱۹۵۰) آزمون داد، اما قراردادش در سپتامبر ۱۹۴۸ تمدید نشد. دختران گروه کر هم ماه بعد منتشر شد و موفقیت‌آمیز نبود.

### ۱۹۴۹–۱۹۵۲: سال‌های پیشرفت

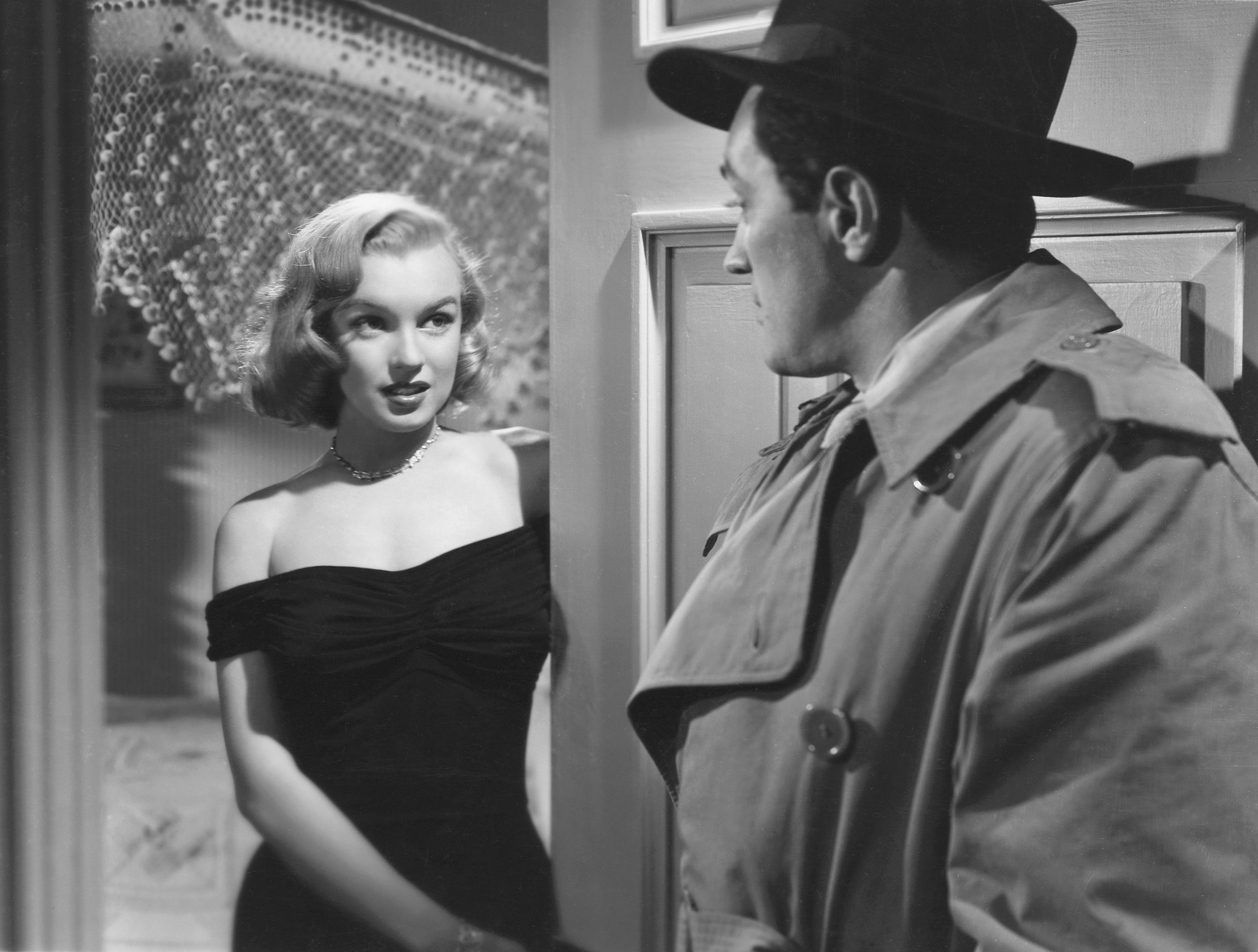
مونرو در جنگل آسفالت (۱۹۵۰)، یکی از نخستین اجراهای وی که توجه منتقدان فیلم را به خود جلب کرد.

هنگامی که قرارداد وی در کلمبیا به پایان رسید، مونرو دوباره به مدلینگ روی آورد. او یک آگهی بازرگانی برای آبجوی پپست گرفت و برای عکس‌های برهنهٔ هنری گرفته‌شده توسط تام کلی برای گاه‌شماری‌های جان باومگارث، با استفاده از نام «مونا مونرو» ژست گرفت. مونرو پیشتر برای هنرمندان دیگر از جمله ارل موران، برهنه یا با بیکینی ژست گرفته بود و با برهنگی احساس راحتی می‌کرد. مدت کوتاهی پس از ترک کلمبیا، او همچنین با جانی هاید، معاون رئیس آژانس ویلیام موریس آشنا شد، معشوق وی شد و تحت حمایتش قرار گرفت.
از طریق هاید، مونرو نقش‌های کوچکی در چند فیلم به دست آورد، از جمله ۲ اثر تحسین‌شدهٔ انتقادی: درام همه‌چیز دربارهٔ ایو (۱۹۵۰) اثر جوزف ال. منکیه‌ویچ و نوآر جنگل آسفالت (۱۹۵۰) اثر جان هیوستون. اگرچه زمان نمایش وی در دومی تنها چند دقیقه بود، از او در فوتوپلی نام برده شد و به گفتهٔ زندگی‌نامه‌نویس دونالد اسپاتو «به صورت مؤثری از مدل فیلم به بازیگر مهم تبدیل شد». در دسامبر ۱۹۵۰، هاید سر قراردادی هفت‌ساله برای مونرو با فاکس قرن بیستم مذاکره کرد. طبق شرایط آن، فاکس می‌توانست تصمیم بگیرد که قرارداد را پس از هر سال تمدید نکند. هاید تنها چند روز پس از امضای قرارداد بر اثر حملهٔ قلبی درگذشت، که این اتفاق حال مونرو را خراب کرد. در ۱۹۵۱، مونرو در سه کمدی نسبتاً موفق فاکس نقش‌های مکمل داشت: به همان جوانی که حس می‌کنی، آشیانهٔ عشق و بیا قانونی‌اش کنیم. به گفتهٔ اسپاتو، «[هر سه فیلم او را] اساساً [به‌عنوان] یک تزئینی سکسی [به تصویر می‌کشیدند]»، اما وی از سوی منتقدان مورد تحسین قرار گرفت: بازلی کرادر از نیویورک تایمز او را در به همان جوانی که حس می‌کنی «باشکوه» توصیف کرد و ازرا گودمن از ایلستریتد دیلی نیوز برای آشیانهٔ عشق او را «یکی از درخشان‌ترین [بازیگران] آینده‌دار» نامید.
محبوبیت وی نزد مخاطبان نیز در حال افزایش بود: او هفته‌ای چندین هزار نامه از طرفدارانش دریافت می‌کرد و توسط روزنامهٔ ارتش استارز اند استرایپس، که بازتاب‌دهندهٔ دیدگاه سربازان برتر در جنگ کره بود، «خانم کیک پنیر ۱۹۵۱» خوانده شد. در فوریهٔ ۱۹۵۲، انجمن مطبوعات خارجی هالیوود مونرو را «بهترین شخصیت جوان گیشه» نامید. در زندگی خصوصی‌اش، مونرو رابطه‌ای کوتاه با کارگردان الیا کازان داشت و همچنین با چند مرد دیگر هم برای مدت کوتاهی قرار می‌گذاشت، از جمله کارگردان نیکلاس ری و بازیگران یول برینر و پیتر لافورد. در اوایل ۱۹۵۲، او با ستارهٔ بیسبال بازنشستهٔ نیویورک یانکیز، جو دی‌ماجیو رابطه‌ای را آغاز کرد که خیلی همگانی شد، دی‌ماجیو همچنین از سرشناس‌ترین شخصیت‌های ورزشی آن روزگار بود.

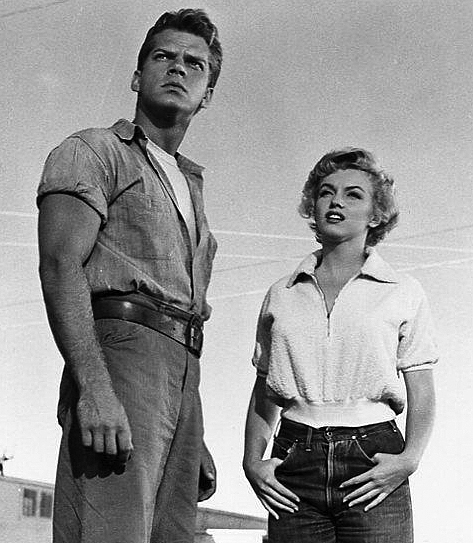
مونرو با کیث اندیز در برخورد در شب (۱۹۵۲). این فیلم به مونرو امکان داد تا در نقشی دراماتیک، بیشتر دامنهٔ بازیگری‌اش را نشان دهد.

در مارس ۱۹۵۲، مونرو درگیر رسوایی بزرگی شد زیرا افشا کرد که در ۱۹۴۹، برای یک گاه‌شماری برهنه ژست گرفته‌است. استودیو دربارهٔ این عکس‌ها می‌دانست و چند هفته پیش، سروصدایی به پا شد که مونرو مدل بوده‌است، مونرو و استودیو با هم تصمیم گرفتند که برای پیشگیری از ورود آسیب به حرفه‌اش، بهتر است که آنان اعتراف کنند و در همین حال بر این تأکید کنند که مونرو، در آن هنگام بی‌پول بوده‌است. این استراتژی، همدردی عمومی با او را افزایش داد و علاقه به فیلم‌هایش را بیشتر کرد: او اکنون در صورتحساب بالاترین جایگاه را دریافت می‌کرد. در پی این رسوایی، مونروی روی جلد لایف با عنوان «بحث هالیوود» به تصویر کشیده شد و ستون‌نویس شایعه‌پراکن هدا هاپر، دربارهٔ او نوشت: «ملکهٔ کیک پنیر، سروصدای گیشه [شد]». سه‌تا از فیلم‌های مونرو —برخورد در شب، زحمت در زدن به خودت نده و ما متأهل نیستیم!— به زودی منتشر شدند تا از علاقهٔ عمومی سرمایه بسازند.
با وجود محبوبیت تازه‌ای که به‌عنوان یک نماد سکس به دست آورده بود، مونرو همچنان می‌خواست که دامنهٔ بازیگری‌اش را گسترش دهد. او بلافاصله پس از بستن قرارداد با فاکس، کلاس‌های بازیگری را با میخائیل چخوف و پانتومیم‌باز لوتی گوسلار آغاز کرد. فیلم‌های برخورد در شب و زحمت در زدن به خودت نده، او را در نقش‌های متفاوتی نشان دادند. در فیلم یکم که درامی با بازی باربارا استانویک و کارگردانی فریتس لانگ بود، او نقش یک کارگر کارخانهٔ ماهی را ایفا کرد؛ برای آماده‌سازی، او مدتی را در یک کارخانهٔ ماهی در مونته‌ری گذراند. او نقدهای مثبتی را برای اجرایش دریافت کرد: هالیوود ریپورتر نوشت: «او با عملکرد عالی خود، سزاوار جایگاه بازیگری‌ست» و ورایتی نوشت: «[او] آسانی رهایی دارد، که به راحتی باعث محبوبیتش می‌شود». دومی یک فیلم دلهره‌آور بود، که در آن مونرو نقش پرستار بچه دارای اختلال روانی را ایفا کرد و زانوک، از آن برای آزمایش توانایی‌های مونرو در نقش دراماتیک سنگین‌تری استفاده کرد. وی نقدهای متفاوتی از سوی منتقدان دریافت کرد، کرادر او را برای ایفای این نقش دشوار خیلی بی‌تجربه می‌دانست و ورایتی فیلم‌نامه را مقصر مشکلات فیلم دانست.

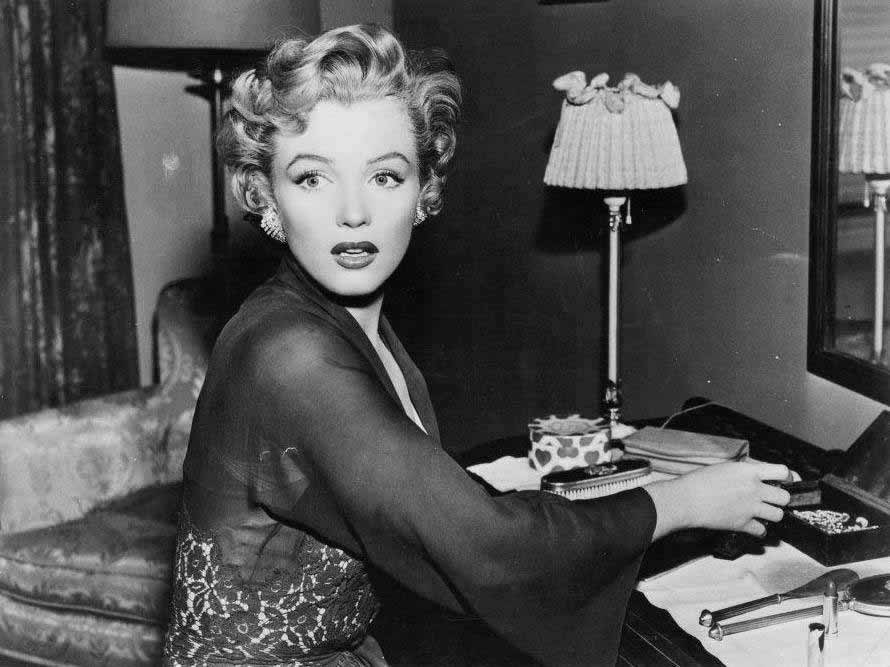
مونرو در زحمت در زدن به خودت نده (۱۹۵۲)

سه فیلم دیگر مونرو در ۱۹۵۲، با برگزیدن وی در نقش‌های ثابت کمدی که بر جذابیت جنسی‌اش تأکید می‌کردند، پخش شدند. در ما متأهل نیستیم!، نقش او به‌عنوان شرکت‌کننده‌ای در مسابقهٔ زیبایی، به گفتهٔ فیلمنامه‌نویس نانالی جانسون «[تنها برای] نمایش مریلین در دو لباس شنا [ایجاد شده بود]». در میمون‌بازی از هاوارد هاکس، که در آن مقابل کری گرانت نقش‌آفرینی کرد، او نقش یک منشی را ایفا کرد که یک «احمق، بلوند کودکانه، بی‌گناه بی‌خبر از بدبختی که جذابیتش در اطرافش ایجاد می‌کند» است. در خانهٔ پر او. هنری، همراه چارلز لاتن او در «رویداد چشمگیر» و زودگذری، به‌عنوان خیابان‌گرد سدهٔ نوزدهمی ظاهر می‌شود. مونرو در آن سال با شیرین‌کاری‌های تبلیغاتی، به‌عنوان یک نماد سکس تازه شناخته‌تر شد: او هنگام ایفای نقش مارشال بزرگ در رژهٔ دوشیزهٔ آمریکا لباس بدن‌نمایی پوشید، به ستون‌نویس شایعه‌پراکن ارل ویلسون هم گفت که او معمولاً لباس زیر نمی‌پوشد. در پایان سال، ستون‌نویس شایعه‌پراکن فلوربل میوئیر مونرو را «اون دختره [۱۹۵۲]» نامید.
در این دوره، مونرو برای کار سخت همراه با جایگاهی که داشت شناخته شد، که با پیشرفت حرفه‌اش بدتر می‌شد. او معمولاً دیر می‌آمد یا اصلاً حاضر نمی‌شد، خط‌هایش را به یاد نمی‌آورد و پیش از این‌که از اجرای خود راضی شود، برداشت‌های چندین و چندباره می‌خواست. همچنین وابستگی‌اش به مربیان بازیگری‌اش—ناتاشا لایتس و سپس پائولا استراسبرگ— کارگردانان را خشمگین کرد. مشکلات مونرو به ترکیبی از کمال‌گرایی، عزت نفس پایین و ترس ناگهانی از صحنه نسبت داده شده‌است. او از عدم کنترل بر روی صحنه‌های فیلم خوشش نمی‌آمد و هرگز مشکلات مشابه‌ای را در طول عکس‌برداری تجربه نکرد، که در آن بیشتر دربارهٔ عملکردش صحبت می‌کرد و می‌توانست به جای دنبال یک اسکریپت، بیشتر خودجوش باشد. برای کاهش دلواپسی و بی‌خوابی شدیدش، او استفاده از باربیتورات، آمفتامین و الکل را آغاز کرد، که همچنین مشکلاتش را تشدید کرد، اگرچه او تا ۱۹۵۶ معتاد شدید نشد. بنا به گفتهٔ سارا چرچول، برخی از رفتارهای مونرو به ویژه در اواخر حرفه‌اش، در واکنش به خودپسندی و جنسیت‌زدگی همبازی‌های مرد و کارگردانانش بود. زندگی‌نامه‌نویس لویس بنر گفت که وی توسط خیلی از کارگردانانش مورد زورگویی قرار گرفت.

### ۱۹۵۳: درخشش ستاره
مونرو ستارهٔ ۳ فیلم شد که همهٔ آن‌ها در ۱۹۵۳ منتشر شدند و وی تبدیل به نماد اصلی سکس و یکی از پول‌سازترین ستاره‌های هالیوود شد. فیلم یکم، فیلمی تکنی‌کالر و نوآر به نام نیاگارا بود، که در آن مونرو نقش یک شهرآشوب را ایفا کرد که در حال دسیسه‌چینی برای قتل شوهرش (با بازی جوزف کاتن) است. در آن هنگام، مونرو و هنرمند آرایشگری‌اش آلن «وایتی» اسنایدر آرایش «علامت تجاری» او را گسترش دادند: ابروهای کمانی تیره، پوست رنگ‌پریده، لب‌های سرخ «درخشان» و یک خال زیبایی. به گفتهٔ سارا چرچول، نیاگارا یکی از آشکارترین فیلم‌های جنسی مونرو بود. در برخی صحنه‌ها، بدن مونرو تنها با یک ملافه یا حوله پوشانده شده بود، که تماشاگران آن هنگام آن را تکان‌دهنده می‌دانستند. سرشناس‌ترین صحنهٔ نیاگارا یک نمای دور ۳۰ ثانیه‌ای از پشت مونرو است که در آن او دارد راه می‌رود و باسنش در حال تاب‌خوری دیده می‌شود، این صحنه در بازاریابی فیلم خیلی مورد استفاده قرار گرفت.
هنگامی که نیاگارا در ژانویهٔ ۱۹۵۳ منتشر شد، باشگاه زنان به آن اعتراض کردند که غیراخلاقی است، اما میان تماشاگران محبوبیت پیدا کرد. در حالی که ورایتی آن را «کلیشه‌ای» و «بیمارگونه» می‌دانست، نیویورک تایمز نوشت که «ویرانی‌ها و دوشیزه مونرو چیزهایی برای دیدن هستند، [اگرچه مونرو ممکن است] بازیگر کاملی در این زمینه [نباشد] … او می‌تواند فریبا باشد—حتی هنگامی که راه می‌رود». مونرو همچنین با پوشیدن لباس‌های بدن‌نما توجه‌ها را به خود جلب کرد، شناخته‌شده‌ترین لباس بدن‌نمایش را در جوایز ژانویهٔ ۱۹۵۳ فوتوپلی بر تن داشت، جایی که وی جایزهٔ «سریع‌ترین ستارهٔ نوظهور» را دریافت کرد. یک لباس پلیسه‌ای «دارای سان‌برست» با دور کمر تنگ، دکلتهٔ عمیق و لمه طلایی، به‌دست ویلیام تراویلا برای آقایان موطلایی‌ها را ترجیح می‌دهند طراحی شد، اما خیلی کم در فیلم دیده می‌شد، این کار برای این بود که شورانگیزتر شود. برای همچنین تصویرسازی‌هایی، ستارهٔ کهنه‌کار جوآن کراوفورد علناً این رفتار را «برای یک بازیگر و یک بانو، ناشایست» خواند.
در حالی که نیاگارا مونرو را به یک نماد سکس تبدیل کرد که این «نگاه» استوار ماند، دومین فیلمش در ۱۹۵۳، کمدی موزیکال آقایان موطلایی‌ها را ترجیح می‌دهند، شخصیت سینمایی او به‌عنوان یک «بلوند احمق» را ایجاد کرد. فیلم بر پایهٔ رمانی به همین نام از آنیتا لوس و نسخهٔ برادوی‌اش ساخته شد، این فیلم روی دو شوگرل «پول‌پرست» با بازی مونرو و جین راسل تمرکز دارد. نقش مونرو پیشتر برای بتی گریبل در نظر گرفته شده بود، که محبوب‌ترین بامب‌شل بلوند فاکس قرن بیستم در دههٔ ۱۹۴۰ بود؛ مونرو به‌زودی گریبل را به‌عنوان ستاره‌ای که می‌توانست هم برای مخاطبان مرد و هم برای مخاطبان زن جذاب باشد، تحت تأثیر قرار داد. به‌عنوان بخشی از کمپین تبلیغاتی فیلم، او و راسل در ژوئن دست و پای خود را در بتن مرطوب بیرون سالن نمایش چینی گرامن فشار دادند. آقایان موطلایی‌ها را ترجیح می‌دهند اندکی بعد منتشر شد و به یکی از بزرگ‌ترین موفقیت‌های گیشهٔ آن سال تبدیل شد. کرادر از نیویورک تایمز و ویلیام براگدون از ورایتی هردو نظرات مثبتی دربارهٔ مونرو داشتند، به ویژه دربارهٔ اجرای «الماس‌ها بهترین دوست یک دختر هستند» برایش نقد نوشتند؛ به گفتهٔ دومی، «[او] توانایی برقراری آمیزش جنسی با یک ترانه و همین‌طور تأیید ارزش‌های دیداری یک صحنه با حضور خود [را دارد]».
در سپتامبر، مونرو برای نخستین بار در تلویزیون در برنامهٔ نمایش جک بنی حضور یافت، در قسمت «سفر هونولولو» از همین برنامه، او نقش زن فانتزی جک را بازی کرد. او با بتی گریبل و لورن باکال در سومین فیلم آن سالش که در نوامبر منتشر گشت به نام چگونه می‌توان با یک میلیونر ازدواج کرد همبازی شد. این فیلم مونرو را در نقش یک مدل ساده نشان داد که با دوستانش، برای یافتن شوهران پولدار همکاری می‌کند و فرمول موفقیت‌آمیز فیلم پیشین مونرو را تکرار می‌کند. این دومین فیلمی بود که در سینمااسکوپ منتشر می‌شد، یک فرمت صفحه عریض که فاکس امیدوار بود مخاطبان را با میل خودشان به سینماها بازگرداند، زیرا تلویزیون آسیب‌رسانی به استودیوهای فیلم‌سازی را آغاز کرده بود. با وجود نقدهای متفاوت، این موفق‌ترین فیلم مونرو در گیشه در آن نقطه از حرفه‌اش بود.
مونرو در نظرسنجی سالانهٔ ده ستارهٔ پول‌ساز در ۱۹۵۳ و ۱۹۵۴ فهرست شد و به گفتهٔ مورخ فاکس اوبری سالومون، به «بزرگ‌ترین دارایی» استودیو در کنار سینمااسکوپ تبدیل شد. موقعیت مونرو در جایگاه یک نماد سکس پیشرو در دسامبر ۱۹۵۳ ثابت شد، تصاویر مونرو به‌دست هیو هفنر روی جلد و صفحهٔ وسطِ نخستین شمارهٔ پلی‌بوی گذاشته شدند؛ مونرو با انتشارشان موافق نبود. جلد مجله، عکسی از او در رژهٔ مسابقات دوشیزهٔ آمریکا بود که در ۱۹۵۲ گرفته شده بود، یکی از عکس‌های برهنه‌اش در ۱۹۴۹ هم وسط مجله دیده می‌شد.

### ۱۹۵۴–۱۹۵۵: کشمکش‌ها با فاکس قرن بیستم و ازدواج با جو دی‌ماجیو
مونرو به یکی از بزرگ‌ترین ستارگان فاکس قرن بیستم تبدیل شده بود، اما قرارداد وی از ۱۹۵۰ تغییر نکرده بود، به طوری که دستمزد خیلی کم‌تری از ستارگان دیگر هم‌سنش داشت و نمی‌توانست پروژه‌هایش را انتخاب کند. تلاش‌های وی برای حضور در فیلم‌هایی که روی او در نقش یک پین‌آپ تمرکز نکنند، بی‌نتیجه ماندند چون داریل اف. زانوک، سرپرست اجرایی استودیو، سر راهش سبز شد که از وی خیلی بیزاری فردی داشت و فکر نمی‌کرد وی با ایفای انواع دیگر نقش‌ها، همانقدر برای استودیو سودآور باشد. تحت فشار صاحب استودیو، اسپایروس اسکوراس، زانوک همچنین تصمیم گرفته بود که فاکس بایستی تنها روی سرگرمی تمرکز کند تا بیشترین سود ممکن را به دست آورد و تولید هر «فیلم جدی» را متوقف کند. در ژانویهٔ ۱۹۵۴، فاکس هنگامی که مونرو از آغاز فیلم‌برداری کمدی موزیکال دیگری به نام دختری با جوراب‌شلواری صورتی خودداری کرد، او را تعلیق کرد.

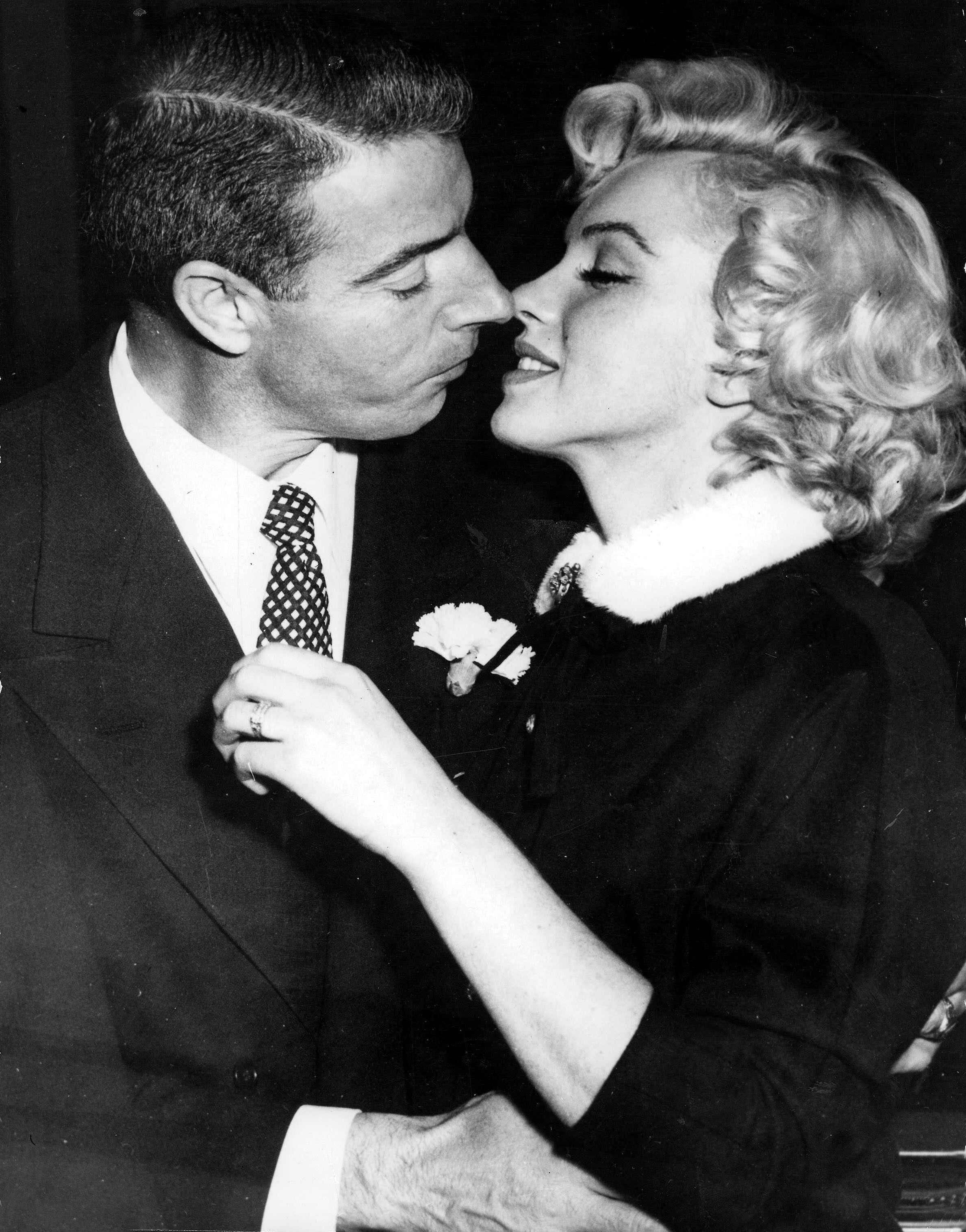
مونرو و جو دی‌ماجیو پس از ازدواج در تالار شهر سان فرانسیسکو در ژانویهٔ ۱۹۵۴

این اخبار سرصفحه بود و مونرو بلافاصله برای مقابله با تبلیغات منفی اقدام کرد. در ۱۴ ژانویه، او و جو دی‌ماجیو در تالار شهر سان فرانسیسکو ازدواج کردند. سپس آن‌ها با خودرو نخست به پاسو روبلز و سپس روز بعد به جنوب نزدیک سان لوئیس اوبیسپو سفر کردند و بعدش بیرون ایدیل وایلد پاین کوو در کلبهٔ کوهستانی لوید رایت که وکیل مونرو بود ماه عسل گرفتند. پانزده روز بعد در ۲۹ ژانویهٔ ۱۹۵۴، آن‌ها به ژاپن پرواز کردند؛ این سفر ترکیبی از «ماه عسل» و سفر کاری دی‌ماجیو بود که به لفتی اودول، مربی پیشینش در سان فرانسیسکو سیلز، قول داده بود برای کمک به تعلیم تیم‌های بیسبال ژاپنی به آنجا برود. مونرو با جین اودول، از توکیو به کره سفر کرد، که همسر لفتی اودول بود، او در کره در یکی از نمایش‌های سازمان‌های خدمات متحد شرکت کرد و ترانه‌هایی از فیلم‌هایش برای بیش از ۶۰٬۰۰۰ تفنگدار دریایی ایالات متحده آمریکا در دوره‌ای چهارروزه خواند. پس از بازگشت به ایالات متحده آمریکا، او جایزهٔ «محبوب‌ترین ستارهٔ زن» را از فوتوپلی دریافت کرد. مونرو در مارس با فاکس توافق کرد، با قول یک قرارداد تازه، انعامی ۱۰۰٬۰۰۰ دلاری و نقشی اصلی در اثر اقتباسی خارش هفت‌ساله، که نسخه سینمایی نمایشنامه‌ای موفق در برادوی بود.
در آوریل ۱۹۵۴، اثر وسترن رود بی‌بازگشت به کارگردانی اتو پرمینگر منتشر گردید که واپسین فیلمی بود که پیش از تعلیق مونرو فیلم‌برداری شده بود. مونرو آن را «[یک] فیلم درجهٔ زد کابوی که در آن بازیگری پس از صحنه‌سازی و فرآیند سینمااسکوپ پایان می‌یابد» خواند، اما میان تماشاگران محبوب شد. نخستین فیلمی که وی پس از تعلیق ساخت، موزیکال هیچ شغلی مثل نمایش نیست بود، که او به شدت از آن متنفر بود اما استودیو از او خواست که در ازای کنارگذاری دختری با جوراب‌شلواری صورتی در آن بازیگری کند. پس از انتشارش در اواخر ۱۹۵۴ ناموفق بود و اجرای مونرو هم توسط خیلی از منتقدان پست در نظر گرفته شد.

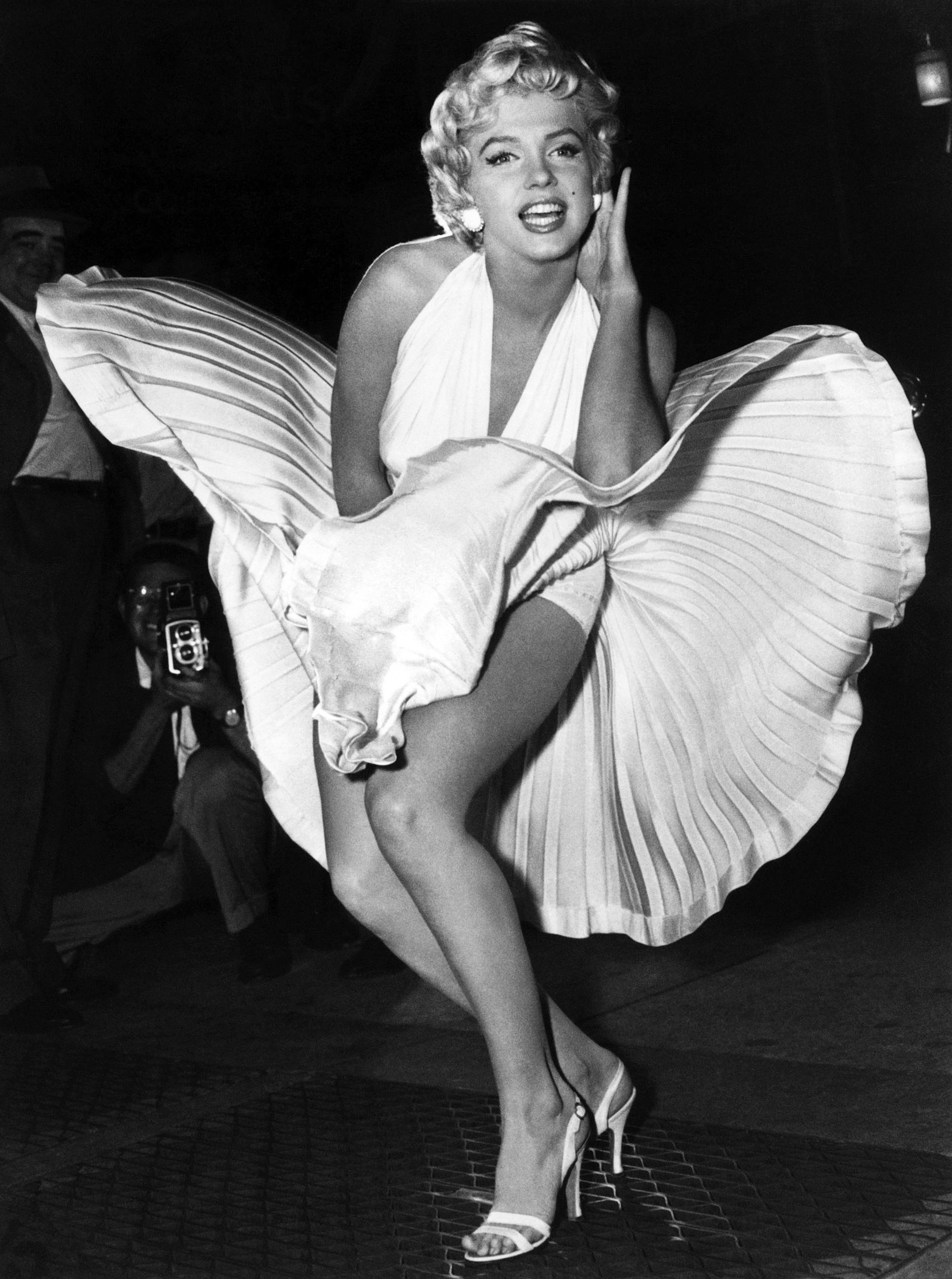
مونرو در حال ژست‌گیری برای عکاسان در خارش هفت‌ساله (۱۹۵۵)

در سپتامبر ۱۹۵۴، مونرو فیلم‌برداری برای کمدی خارش هفت‌ساله اثر بیلی وایلدر را آغاز کرد، او در مقابل تام ایول به‌عنوان زنی که سوژهٔ فانتزی‌های جنسی همسایهٔ متأهلش می‌شود بازی کرد. اگرچه این فیلم در هالیوود فیلم‌برداری شده‌است، استودیو تصمیم گرفت که با فیلم‌برداری صحنه‌ای که در آن مونرو روی یک زیرگذر میله‌ای ایستاده‌است و هوا دامن لباس سفیدش را در خیابان لکسینگتون منهتن بالا می‌زند، تبلیغاتی پیشرفته را ایجاد کند. این فیلم‌برداری چندین ساعت طول کشید و نزدیک به ۲٬۰۰۰ تماشاگر را جذب کرد. «صحنه زیرگذر میله‌ای» به یکی از سرشناس‌ترین صحنه‌های مونرو تبدیل شد و خارش هفت‌ساله پس از انتشارش در ژوئن ۱۹۵۵، به یکی از بزرگ‌ترین موفقیت‌های تجاری سال تبدیل شد.
این شیرین‌کاری تبلیغاتی، مونرو را در سرصفحه‌های سراسر جهان قرار داد و همچنین باعث پایان ازدواجش با دی‌ماجیو شد، که بابت این اتفاق خیلی خشمگین بود. این ازدواج از همان نخست به دلیل حسادت و طرز برخورد کنترل‌گر دی‌ماجیو مشکل‌دار بود؛ دی‌ماجیو همچنین مونرو را تحت خشونت فیزیکی قرار می‌داد. پس از بازگشت از نیویورک به هالیوود در اکتبر ۱۹۵۴، مونرو پس از تنها ۹ ماه ازدواج درخواست طلاق داد.
پس از پایان فیلم‌برداری خارش هفت‌ساله در نوامبر ۱۹۵۴، مونرو هالیوود را به مقصد ساحل شرقی ترک کرد، جایی که او و عکاس میلتن اچ. گرین شرکت تولید فیلم خودشان را به نام مریلین مونرو پروداکشنز تأسیس کردند—که بعدها این عمل در فروپاشی نظام استودیویی «سودمند» ارزیابی شد. مونرو گفت که از «همان نقش‌های جنسی قدیمی» خسته شده‌است و تأکید کرد که دیگر تحت قرارداد با فاکس نخواهد بود، زیرا فاکس دیگر به وظایفش مانند پرداخت پاداش مقررش عمل نمی‌کند. این یک نبرد حقوقی یک‌ساله میان او و فاکس را در ژانویهٔ ۱۹۵۵ آغاز کرد. مطبوعات به شدت مونرو را مسخره کردند و از او به شکل تمسخرآمیزی در نمایشنامهٔ برادوی آیا موفقیت شکارچی راک را به فساد خواهد کشاند؟ (۱۹۵۵) تقلید شد، که در آن فرد شبیه به او جین منسفیلد نقش بازیگری احمق را بازی می‌کند که شرکت تولیدات خودش را راه‌اندازی می‌کند.

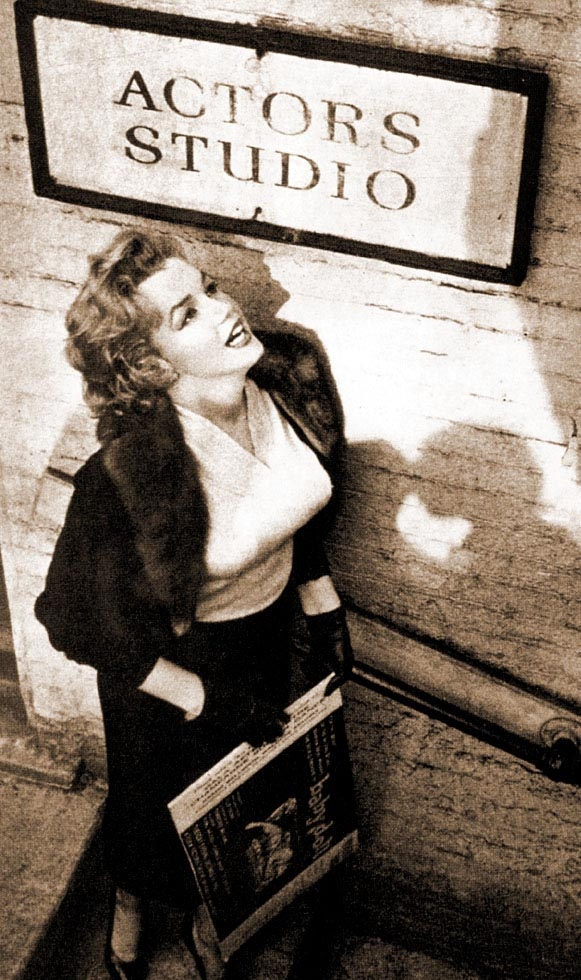
مونرو در اکتورز استودیو در c. ۱۹۵۵

پس از تأسیس مریلین مونرو پروداکشنز، مونرو به منهتن نقل مکان کرد و سال ۱۹۵۵ را صرف یادگیری بازیگری کرد؛ این نقل مکان می‌تواند برای رهایی از دست نقش‌های بلوند احمق باشد. او با کونستانس کولیر در کلاس‌ها شرکت کرد و در کارگاه‌های بازیگری متد در اکتورز استودیو که توسط لی استراسبرگ اداره می‌شد شرکت کرد. او به دلیل خجالتی بودنش به استراسبرگ و زنش پائولا نزدیک شد، در خانهٔ خانوادهٔ استراسبرگ به او درس خصوصی داده شد و به زودی عضوی از خانواده شد. او پائولا را جایگزین مربی بازیگری قدیمی خود، ناتاشا لایتس کرد؛ خانوادهٔ استراسبرگ تا پایان حرفهٔ مونرو نقش مهمی در زندگی‌اش ایفا کردند. مونرو همچنین تحت روان‌کاوی قرار گرفت، زیرا استراسبرگ معتقد بود که بازیگر باید با آسیب‌های عاطفی‌اش مبارزه کند و از آن‌ها در اجراهایش استفاده کند.
مونرو با راه‌اندازی فرآیند طلاق در حال پیشرویی به رابطهٔ خود با دی‌ماجیو پایان داد؛ او همچنین با بازیگر مارلون براندو و نمایشنامه‌نویس آرتور میلر قرار می‌گذاشت. مونرو نخستین بار توسط الیا کازان در اوایل دههٔ ۱۹۵۰ به میلر معرفی شد. پس از اکتبر ۱۹۵۵، رابطهٔ میان مونرو و میلر بیشتر جدی شد، هنگامی که طلاق مونرو نهایی شد و میلر به زندگی جدا از زنش پرداخت. استودیو به مونرو اصرار کرد که این رابطه را پایان دهد، زیرا میلر توسط ادارهٔ تحقیقات فدرال به دلیل اتهامات کمونیسم مورد بازجویی قرار گرفته بود و توسط کمیته فعالیت‌های ضدآمریکایی مجلس احضار شده بود، اما مونرو نپذیرفت. این رابطه باعث شد که ادارهٔ تحقیقات فدرال پرونده‌ای برای مونرو باز کند.
در پایان سال، مونرو و فاکس قرارداد هفت‌سالهٔ تازه‌ای را امضا کردند، زیرا مریلین مونرو پروداکشنز قادر نبود که تنهایی هزینهٔ فیلم‌ها را تأمین کند، استودیو هم مشتاق بود که مونرو دوباره برای‌شان کار کند. فاکس برای ساخت چهار فیلم ۴۰۰٬۰۰۰ دلار به او می‌پردازد، به او حق گزینش پروژه‌هایش، کارگردان‌ها و فیلم‌برداران را اعطا می‌کند. همچنین به او اجازه دادند تا پس از هر فیلم تکمیل‌شدهٔ فاکس، فیلمی با مریلین مونرو پروداکشنز بسازد.

### ۱۹۵۶–۱۹۵۹: تحسین انتقادی و ازدواج با آرتور میلر

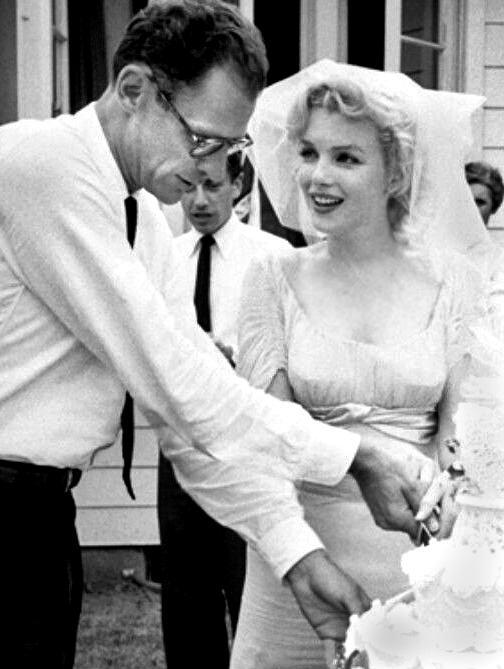
مونرو و آرتور میلر در عروسی‌شان در ژوئن ۱۹۵۶

مونرو سال ۱۹۵۶ را با اعلام پیروزی خود بر فاکس آغاز کرد. او نام قانونی خود را به مریلین مونرو تغییر داد. مطبوعات دربارهٔ تصمیم او برای مبارزه با استودیو، مثبت نوشتند؛ تایم او را یک «تاجر ناقلا» توصیف کرد و لوک پیش‌بینی کرد که این پیروزی، «نمونه‌ای از فرد در برابر گروه برای سال‌های آینده» خواهد بود. در مقابل، رابطهٔ مونرو با میلر، باعث برخی نظرات منفی شد، مثلاً والتر وینچل بیان کرد: «شناخته‌شده‌ترین ستارهٔ سینمایی بلوند آمریکا، اکنون عزیز روشنفکران چپ شده‌است.»
در مارس، مونرو فیلم‌برداری درام ایستگاه اتوبوس را آغاز کرد، که نخستین فیلم او تحت قرارداد تازه‌اش بود. او نقش شِری را ایفا کرد، خوانندهٔ مشروب‌فروشی که رؤیاهای ستارگی‌اش توسط کابوی ساده‌دلی که به او علاقه‌مند می‌شود پیچیده شد. او برای این نقش، لهجهٔ اوزارک را یاد گرفت، لباس‌ها و آرایشی را برگزید که زرق‌وبرق فیلم‌های پیشترش را نداشت و عمداً آوازخوانی و رقصیدن متوسطی را ارائه داد. کارگردان برادوی جاشوا لوگن اگرچه در آغاز در توانایی‌های بازیگری مونرو شک داشت و می‌دانست که او به سختی آبرو دارد، کارگردانی را پذیرفت.
فیلم‌برداری در آریزونا و آیداهو انجام شد و مونرو که سرپرست مریلین مونرو پروداکشنز بود «مسئول فنی» شد و گهگاه دربارهٔ فیلم‌برداری تصمیم می‌گرفت و لوگن با دیرکرد همیشگی و وسواس او کنار آمده بود. این تجربه، دیدگاه لوگن دربارهٔ مونرو را تغییر داد و بعدها مونرو را با چارلی چاپلین در توانایی‌اش در ترکیب کمدی و تراژدی مقایسه کرد.

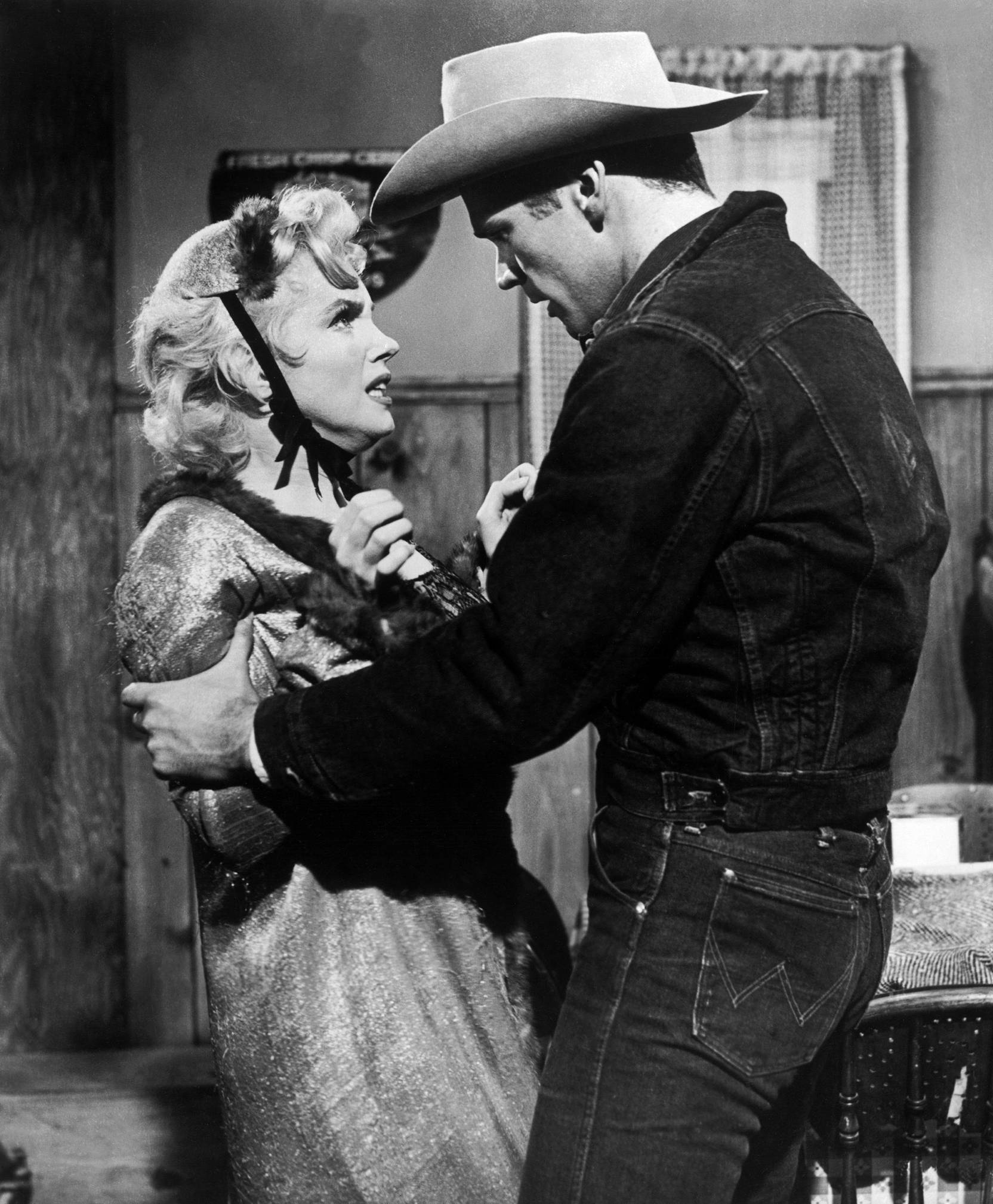
اجرای دراماتیک مونرو در ایستگاه اتوبوس (۱۹۵۶)، نشان‌دهندهٔ انحرافی از کمدی‌‌های پیشتر وی بود.

در ۲۹ ژوئن ۱۹۵۶، مونرو و میلر در دادگاه شهرستان وستچستر در وایت پلینز، نیویورک ازدواج کردند؛ دو روز بعد آن‌ها یک مراسم یهودی در خانهٔ کی براون، وکیل مالکیت ادبی میلر، در واکباک، نیویورک برگزار کردند. با این ازدواج، مونرو به یهودیت گروید، که باعث شد مصر همهٔ فیلم‌هایش را ممنوع کند. با توجه به موقعیت مونرو در جایگاه یک نماد سکس و تصور از میلر در جایگاه یک روشنفکر، رسانه‌ها گفتند که این ازدواج یک ناسازگاری است، مثلاً ورایتی در تیترش، این ازدواج را «عروسی ساعت شنی سر تخم‌مرغی» دانست.
ایستگاه اتوبوس در اوت ۱۹۵۶ منتشر شد و تبدیل به یک موفقیت انتقادی و تجاری شد. ساتردی ریویو آو لیتریچر نوشت که اجرای مونرو «به شکلی مؤثر یک بار و برای همیشه این تصور را که او صرفاً شخصیتی پرزرق‌وبرق است را از میان می‌برد» و کرادر اعلام کرد: «همه روی صندلی‌هایتان بنشینید و برای یک غافل‌گیری جانانه آماده شوید. مریلین مونرو بالاخره خودش را یک بازیگر ثابت کرد» او همچنین نامزدی یک جایزهٔ گلدن گلوب بهترین بازیگر زن را برای اجرایش دریافت کرد.
در اوت، مونرو همچنین فیلم‌برداری نخستین تولید مستقل مریلین مونرو پروداکشنز، شاهزاده و شوگرل را در استودیوهای پاین‌وود انگلستان آغاز کرد. این فیلم برپایهٔ یک نمایشنامهٔ ۱۹۵۳ از ترنس رتیگان ساخته شد، قرار بود که لارنس الیویه آن را کارگردانی کند و همچنین با تولید مشترک و هم‌بازیگری او ساخته شود. تولید به دلیل درگیری میان وی و مونرو، پیچیده شد. الیویه، که کارگردانی و بازیگری در این نمایشنامه را هم به عهده داشت، مونرو را با گفته‌ای سایه‌افکن خشمگین کرد «تنها کاری که باید انجام بدی، این هست که سکسی باشی» و با درخواستش، مونرو تفسیر الیویه از اجرای ویوین لی را بازی کرد. الیویه همچنین از حضور همیشگی پائولا استراسبرگ، مربی بازیگری مونرو در فیلم‌برداری خوشش نمی‌آمد. برای تلافی، مونرو همکاری نکرد و دیرکردهای عمدی‌اش را آغاز کرد، بعداً گفت: «اگه به هنرمندان‌تان احترام نگذارید، اون‌ها نمی‌توانند به خوبی کار کنن.»

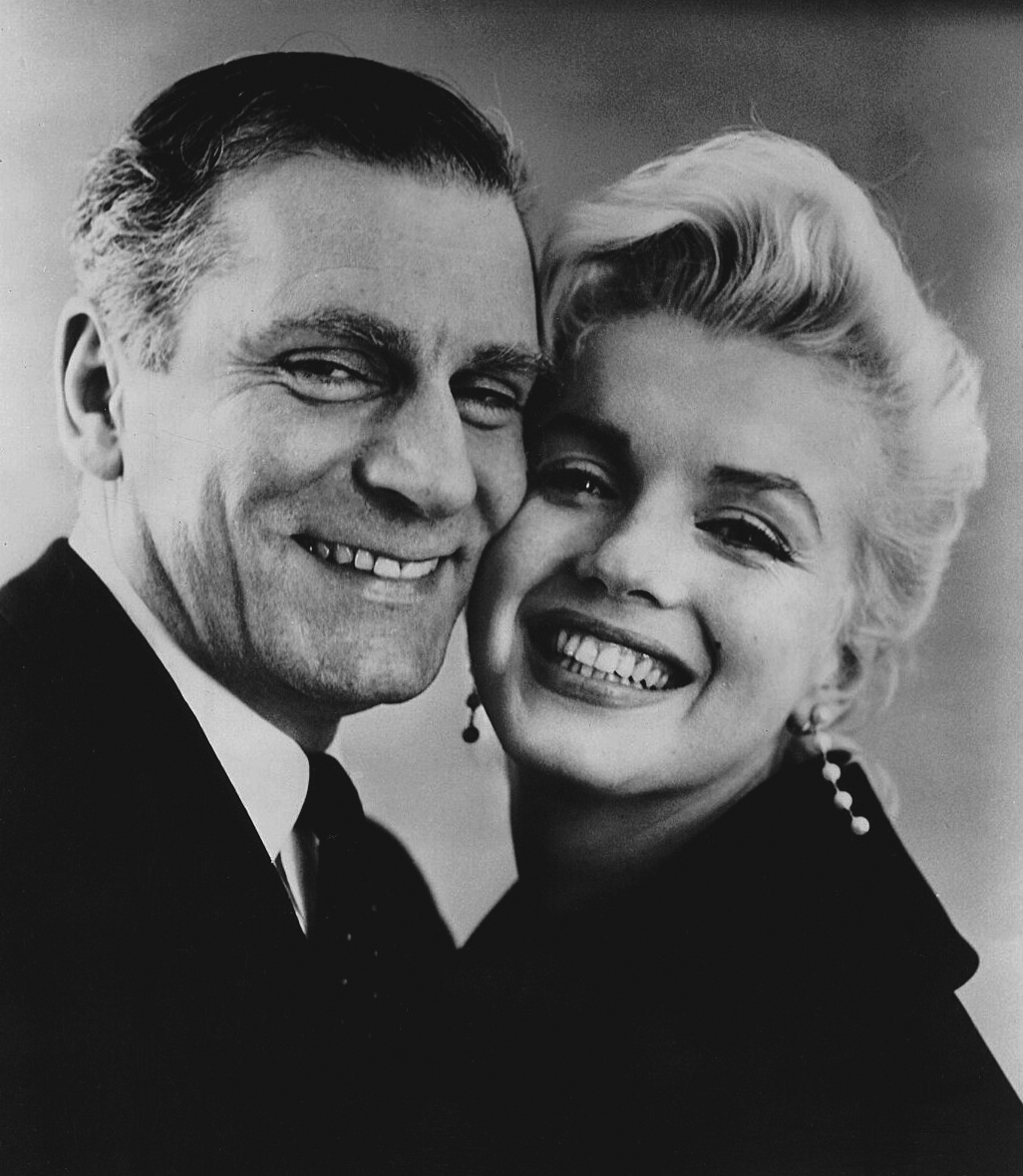
مونرو همراه لارنس الیویه در یک عکس تبلیغاتی برای شاهزاده و شوگرل (۱۹۵۷)

مونرو همچنین هنگام تولید مشکلات دیگری را تجربه کرد. وابستگی او به داروها تشدید شد و به گفتهٔ اسپاتو، او یک سقط خودبه‌خودی داشت. او و گرین همچنین دربارهٔ این‌که مریلین مونرو پروداکشنز چگونه بایستی اداره شود گفتگو کردند. با وجود سختی‌ها، فیلم‌برداری مطابق برنامه در پایان ۱۹۵۶ تمام شد. شاهزاده و شوگرل با نقدهای متفاوتی در ژوئن ۱۹۵۷ منتشر شد و ثابت شد که در میان تماشاگران آمریکایی محبوبیتی ندارد. فیلم در اروپا بهتر مورد استقبال قرار گرفت، جایی که او جایزهٔ ایتالیایی دیوید دی دوناتلو و جایزهٔ فرانسوی ستارهٔ بلورین را دریافت کرد و برای یک بفتا نامزد شد.
پس از بازگشت از انگلستان، مونرو یک وقفهٔ ۱۸ ماهه را برای تمرکز روی زندگی خانوادگی ایجاد کرد. او و میلر زمان‌شان را میان نیویورک، کنتیکت و لانگ آیلند تقسیم کردند. او در اواسط ۱۹۵۷ یک بارداری خارج‌رحمی داشت و یک سال بعد یک سقط خودبه‌خودی داشت؛ این مشکلات به احتمال زیاد به آندومتریوز او مرتبط بودند. مونرو همچنین به علت مصرف بیش از حد باربیتورات برای مدتی کوتاه در بیمارستان بستری شده بود. از آن‌جا که او و گرین نتوانستند اختلافات خود سر مریلین مونرو پروداکشنز را حل کنند، مونرو سهم خودش از شرکت را خرید.

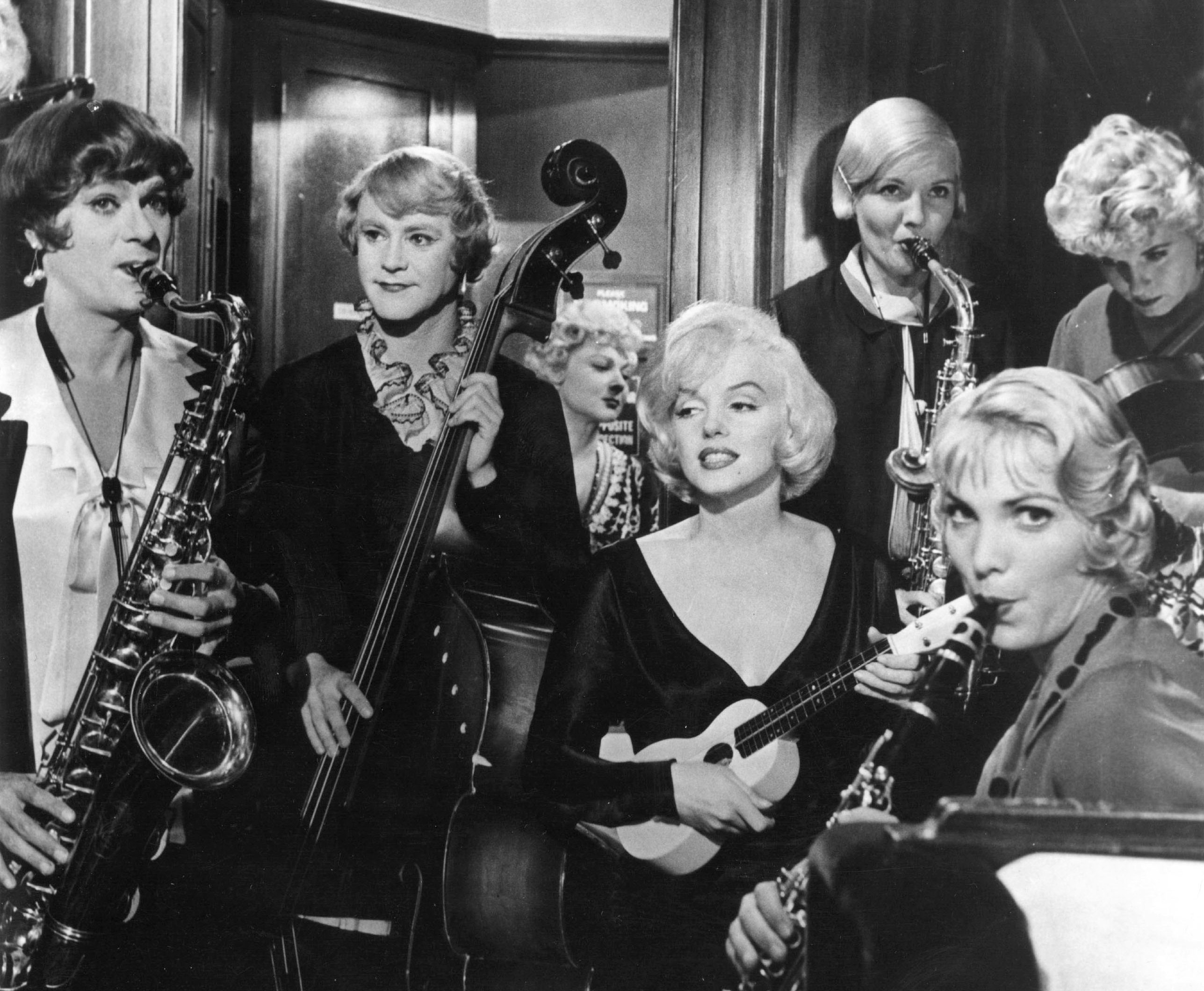
مونرو با جک لمون و تونی کرتیس در بعضی‌ها داغشو دوست دارن (۱۹۵۹)، که برای آن او یک گلدن گلوب دریافت کرد.

مونرو در ژوئیهٔ ۱۹۵۸ به هالیوود بازگشت تا مقابل جک لمون و تونی کرتیس در کمدی بعضی‌ها داغشو دوست دارن اثر بیلی وایلدر در نقش‌های جنسیتی بازیگری کند. او نقش شوگر کین را «بلوند احمق» دیگری می‌دانست، اما به دلیل تشویق میلر و پیشنهاد ٪۱۰ از سود فیلم، همراه دستمزد استانداردش آن را پذیرفت. تولید دشوار فیلم از آن هنگام «افسانه‌ای» شناخته می‌شود. مونرو ده‌ها بار درخواست برای تکرار می‌کرد و خطوط خود یا دستور بازیگری را به یاد نمی‌آورد—کرتیس گفت به دلیل دفعات تکرار، به قول معروف بوسیدن مونرو «مانند بوسیدن هیتلر» شده بود.
مونرو به طور خصوصی این تولید را به یک کشتی در حال غرق تشبیه کرد و نظرش را دربارهٔ همبازی‌ها و کارگردانش گفت: «[اما] چرا من بایستی نگران باشم، [اون‌ها] هیچ آش دهن‌سوزی [نبودن] که از دست‌شان بدم» خیلی از مشکلات ناشی از اختلاف‌های نظر او و وایلدر—که به مشکل‌داری نیز سرشناس بود—سر این‌که چگونه مونرو بایستی بازیگری کند بود. مونرو با درخواست تغییر خیلی از صحنه‌هایش وایلدر را خشمگین کرد، که به نوبهٔ خود هراس او از صحنه را بدتر کرد و گفته شده‌است که او عمداً چندین صحنه را خراب کرد تا آن‌ها را به شیوهٔ خود بازی کند.
در پایان، وایلدر از بازی مونرو راضی بود، او گفت: «هرکسی می‌تواند خطوط را به یاد بیاورد، اما لازم است که هنرمندی واقعی به صحنه بیاید و خطوط خود را نداند و در عین حال اجرایش را ارائه کند!» بعضی‌ها داغشو دوست دارن هنگامی که در مارس ۱۹۵۹ منتشر شد موفقیتی انتقادی و تجاری بود. بازی مونرو برای او جایزهٔ گلدن گلوب بهترین بازیگر زن به ارمغان آورد و ورایتی را برانگیخت تا او را «یک کمدین با آن ترکیب از جذابیت جنسی و زمان‌بندی که نمی‌تواند شکست‌خورده باشد» بخواند. به این فیلم به‌عنوان یکی از بهترین فیلم‌هایی که تاکنون ساخته شده‌است در نظرسنجی‌های بی‌بی‌سی، انستیتوی فیلم آمریکا و سایت اند ساوند رأی داده شده‌است.

### ۱۹۶۰–۱۹۶۲: افت حرفه و مشکلات شخصی

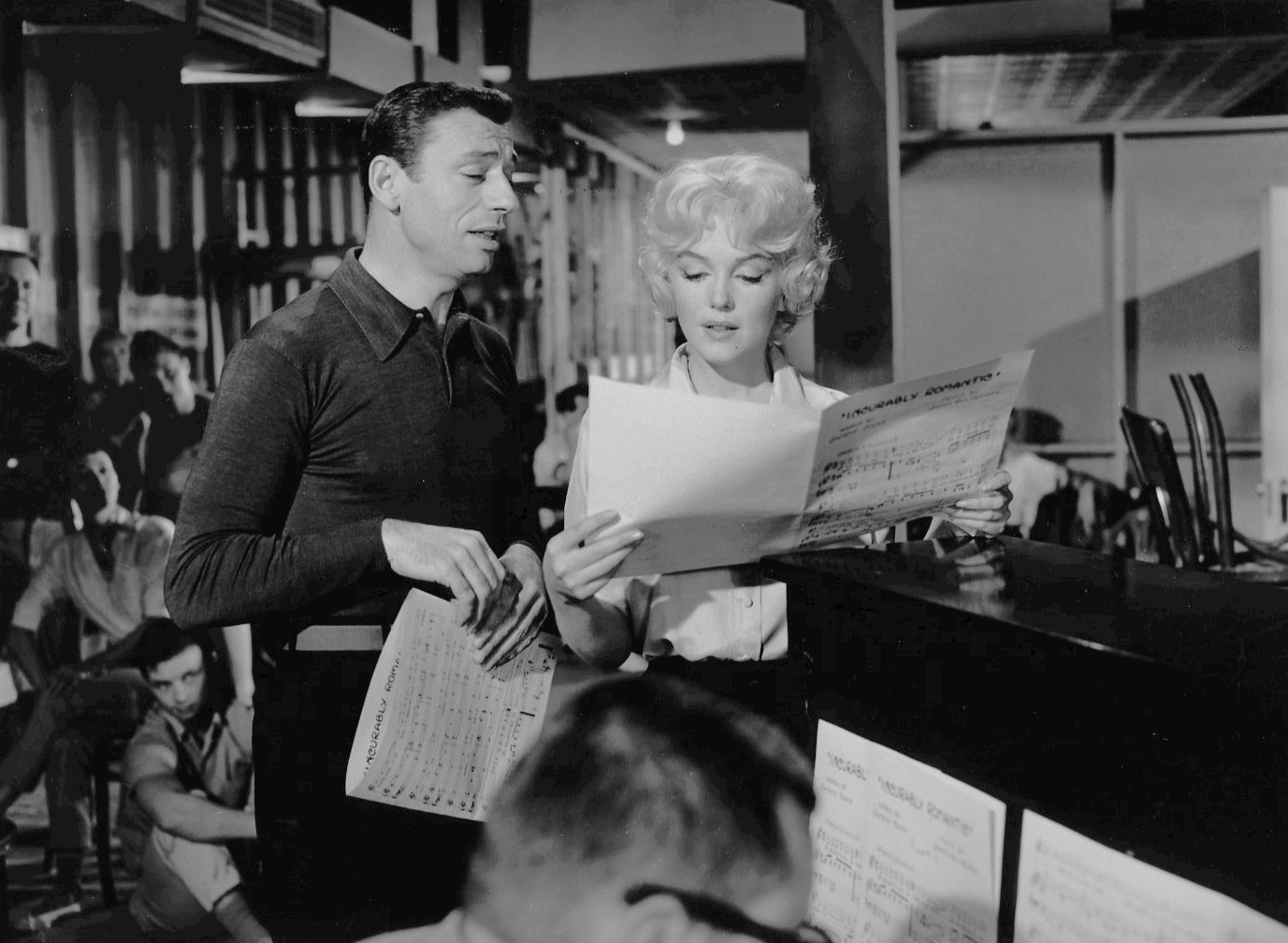
مونرو همراه ایو مونتان در بیا عشق بورزیم (۱۹۶۰)، که او تنها برای تکمیل قراردادش با فاکس، با ساخت آن موافقت کرد.

پس از بعضی‌ها داغشو دوست دارن، مونرو تا اواخر ۱۹۵۹، زمانی که در کمدی موزیکال بیا عشق بورزیم بازی کرد، فاصلهٔ دیگری در میان حرفه‌اش ایجاد کرد. او جرج کیوکر را برای کارگردانی و میلر را برای بازنویسی بخشی از فیلم‌نامه برگزید، که او آنان را ناتوان می‌دانست. او این پروژه را تنها برای این پذیرفت که از قراردادش با فاکس، عقب مانده بود. تولید این فیلم به دلیل غیبت‌های مکرر وی در صحنهٔ فیلم‌برداری، به تأخیر افتاد. در زمان فیلم‌برداری، مونرو با هم‌بازی خود ایو مونتان روابطی خارج از ازدواج داشت که به طور گسترده توسط مطبوعات گزارش شد و در کمپین تبلیغاتی فیلم، مورد استفاده قرار گرفت.
بیا عشق بورزیم، پس از انتشار در سپتامبر ۱۹۶۰، ناموفق بود. کرادر، ظاهر مونرو در فیلم را «بسیار نامرتب» و «بدون … پویایی قدیمی او» توصیف کرد و هدا هاپر فیلم را «پست‌ترین فیلمی که مونرو تا به حال انجام داده‌است» دانست. ترومن کاپوتی با تبلیغات و سخنرانی تلاش کرد تا مونرو نقش هالی گولایتلی را در یک اقتباس سینمایی از صبحانه در تیفانی بازی کند، اما این نقش به آدری هپبورن رسید زیرا تهیه‌کنندگان نگران بودند که مونرو ممکن است روند تولید فیلم را پیچیده کند.
آخرین فیلم تکمیل‌شدهٔ مونرو، ناجورها (۱۹۶۱) به کارگردانی جان هیوستون بود، که میلر آن را نوشته بود تا نقشی دراماتیک برای مونرو فراهم کند. او نقش زنی را بازی کرد که به تازگی طلاق گرفته بود و با ۳ کابوی سالخورده با بازیگری کلارک گیبل، ایلای والاک و مونتگومری کلیفت دوست شده بود. فیلم‌برداری در بیابان نوادا میان ژوئیه و نوامبر ۱۹۶۰، دوباره پردردسر بود. ازدواج مونرو و میلر عملاً به پایان رسید و میلر رابطهٔ جدیدی را با عکاس صحنه، اینگه مورات آغاز کرد.

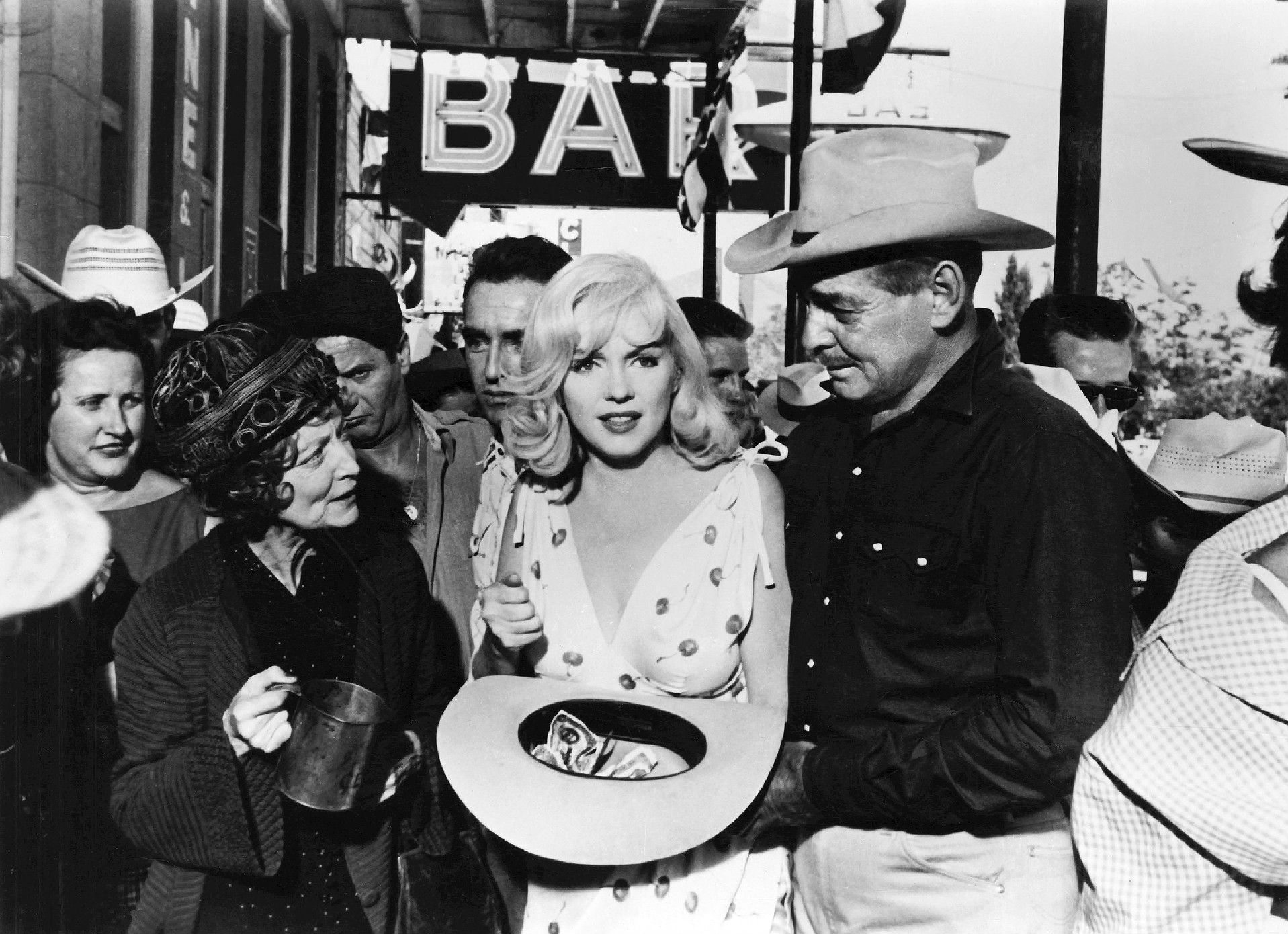
مونرو، استل وینوود، ایلای والاک، مونتگومری کلیفت و کلارک گیبل در ناجورها (۱۹۶۱). این واپسین فیلم تکمیل‌شدهٔ مونرو و گیبل بود، که گیبل پیش از انتشار فیلم درگذشت و مونرو هم یک سال دیگر درگذشت.

مونرو از این‌که میلر نقشش را تا حدودی بر پایهٔ زندگی‌اش ساخت خوشش نمی‌آمد و آن را از نقش‌های مردانه پست‌تر می‌دانست. او همچنین با عادت میلر به بازنویسی صحنه‌ها در شب پیش از فیلم‌برداری دست‌وپنجه نرم می‌کرد. همچنین سلامتی‌اش رو به فروپاشی بود: از داشتن سنگ کیسه صفرا رنج می‌برد و اعتیادش به مواد مخدر آنقدر شدید بود که گریمش معمولاً باید هنگامی که هنوز خواب بود انجام می‌شد که این کار برای این بود که مونرو تحت تأثیر باربیتورات‌ها قرار داشت. در اوت، فیلم‌برداری متوقف شد برای این‌که مونرو یک هفته در بیمارستان بماند تا از او سم‌زدایی دارو کنند. با وجود مشکلات مونرو، هیوستون گفت که هنگامی که مونرو بازیگری می‌کرد، بازیگری او «تظاهر به یک احساس نبود. چیز واقعی بود. او بایستی به اعماق خود می‌رفت و پیدایش می‌کرد و هشیارش می‌کرد.»
مونرو و میلر پس از پایان فیلم‌برداری زندگی جدا از هم را آغاز کردند و در ژانویهٔ ۱۹۶۱ با یک طلاق مکزیکی رسماً به ازدواج‌شان پایان دادند. ناجورها یک ماه دیگر منتشر شد و در گیشه شکست خورد. نقدهایش متفاوت بود، مثلاً ورایتی از توسعهٔ شخصیت اغلب «آشفته» شکایت می‌کند و بازلی کرادر مونرو را «کاملاً پوچ و غیر قابل‌درک» توصیف می‌کند و می‌نویسد که «متأسفانه برای ساختار فیلم، همه‌چیز به او بستگی دارد». این فیلم و بازیگری مونرو، در سدهٔ بیست و یکم نقدهای مطلوب‌تری دریافت کردند. جف اندرو از انستیتوی فیلم بریتانیا آن را یک کلاسیک خواند، محقق هیوستون تونی تریسی اجرای مونرو را «کامل‌ترین تفسیر از حرفهٔ او» توصیف کرد و جفری مک‌نب از ایندیپندنت نمایش «فوق‌العاده» او از «قدرت یکدلی» شخصیت را تحسین کرد.
قرار بود که مونرو در یک اقتباس تلویزیونی از «باران» اثر سامرست موآم برای ان‌بی‌سی بازیگری کند، اما این پروژه با شکست مواجه شد زیرا شبکه نمی‌خواست که کارگردان برگزیدهٔ او، لی استراسبرگ را استخدام کند. به جای کار،‌ مونرو شش ماه نخست ۱۹۶۱ را با گرفتاری در مشکلات سلامتی سر کرد. او تحت یک کوله‌سیستکتومی و جراحی برای آندومتریوز خود قرار گرفت و چهار هفته به دلیل افسردگی در بیمارستان بستری شد. دی‌ماجیو به او کمک کرد، با او دوباره یک دوستی برقرار کرد و مونرو چند ماه با دوست دی‌ماجیو فرانک سیناترا قرار می‌گذاشت. مونرو همچنین در ۱۹۶۱ برای همیشه به کالیفرنیا بازگشت، در اوایل ۱۹۶۲ خانه‌ای در هلنا درایو پنجم ۱۲۳۰۵ در برنت‌وود، لس آنجلس خرید.

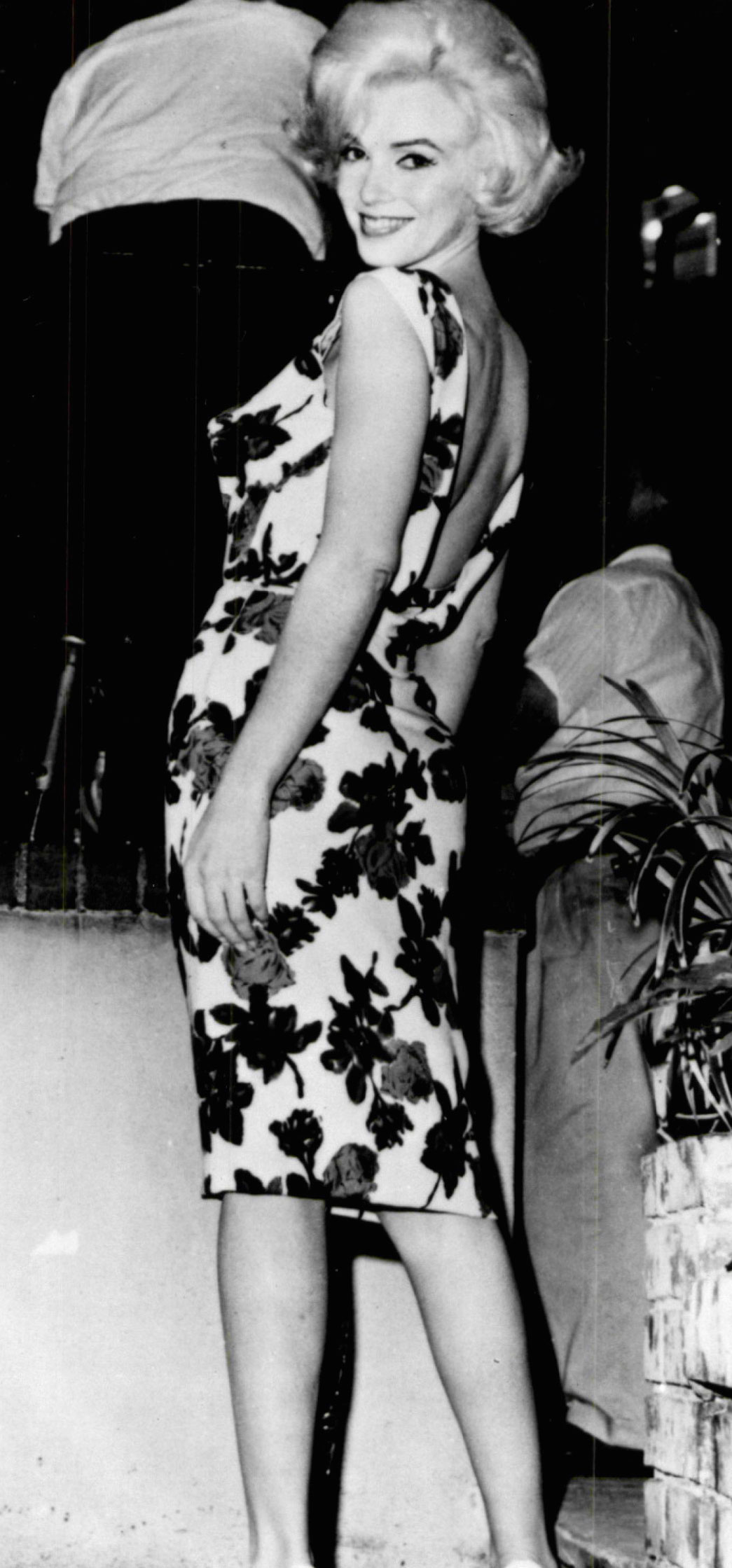
مونرو در صحنهٔ فیلم‌برداری چیزی برای بخشیدن. او در بیشتر مراحل تولید به دلیل بیماری غایب بود و توسط فاکس در ژوئن ۱۹۶۲، ۲ ماه پیش از مرگش، اخراج شد.

مونرو در بهار ۱۹۶۲ به انظار عمومی بازگشت. او یک جایزهٔ «برگزیدهٔ سینمای جهان» از گلدن گلوب دریافت کرد و فیلم‌برداری یک فیلم را برای فاکس آغاز کرد، چیزی برای بخشیدن، یک بازسازی از همسر دلخواه من (۱۹۴۰). قرار بود که این فیلم با تولید مشترک مریلین مونرو پروداکشنز ساخته شود، توسط جرج کیوکر کارگردانی شود و دین مارتین و سید شریس با مونرو همبازی شوند. چند روز پیش از آغاز فیلم‌برداری، مونرو سینوزیت گرفت. با وجود توصیه‌های پزشکی برای به‌عقب‌اندازی تولید فیلم، فاکس تولید فیلم را طبق موعد مقرر در اواخر آوریل آغاز کرد.
مونرو خیلی حال بدی داشت تا در بیشتر شش هفتهٔ آینده کار کند، اما با وجود تأیید چند پزشک، استودیو او را تحت فشار قرار داد و علناً ادعا کرد که مونرو جعل کرده‌است. در ۱۹ مه، او برای خواندن «تولدت مبارک، آقای رئیس‌جمهور» روی صحنه در اوایل جشن تولد رئیس‌جمهور جان اف. کندی در مدیسن اسکوئر گاردن در نیویورک، استراحت کرد.
او با لباسش توجه‌ها را به خود جلب کرد: لباسی بژ و تنگ که با بدلیجات پوشیده شد، که وی را برهنه نشان می‌داد. حتی سفر مونرو به نیویورک باعث خشم بیشتر مقامات اجرایی فاکس شد، که از او می‌خواستند لغوش کند.
مونرو در مرحلهٔ بعدی، صحنه‌ای را برای چیزی برای بخشیدن فیلم‌برداری کرد که در آن او برهنه در یک استخر شنا می‌کرد. برای ایجاد تبلیغات پیشرفته، از مطبوعات دعوت شد که عکس‌برداری کنند؛ این عکس‌ها بعداً در لایف منتشر شدند. این نخستین باری بود که یک ستارهٔ بزرگ در اوج حرفه‌اش برهنه ژست می‌گرفت. هنگامی که او دوباره برای چندین روز در مرخصی استعلاجی بود، فاکس تصمیم گرفت که نمی‌تواند تهیهٔ فیلم دیگری را مطابق برنامه آغاز کند در حالی که همان موقع داشت با هزینه‌های فزایندهٔ کلئوپاترا (۱۹۶۳) دست‌وپنجه نرم می‌کرد. در ۷ ژوئن، فاکس مونرو را اخراج کرد و از او برای غرامتی ۷۵۰٬۰۰۰ دلاری شکایت کرد. او با لی رمیک جایگزین شد، اما پس از این‌که مارتین از ساختن فیلم با هر فردی غیر از مونرو مخالفت کرد، فاکس از او هم شکایت کرد و تولید را متوقف کرد. استودیو مونرو را مقصر خرابی فیلم دانست و گسترش تبلیغات منفی دربارهٔ مونرو را آغاز کرد، حتی ادعا کرد که مونرو بیمار روانی بوده‌است.
فاکس به زودی از تصمیم خود پشیمان شد و بعداً مذاکرات با مونرو را در اواخر ژوئن از سر گرفت؛ توافقی دربارهٔ قراردادی تازه، از جمله آغاز دوبارهٔ چیزی برای بخشیدن و یک نقش اصلی در کمدی سیاه چه راهی برای رفتن! (۱۹۶۴)، که بعداً در همان تابستان به نتیجه رسید. مونرو همچنین برای بازی در یک فیلم زندگی‌نامهٔ جین هارلو برنامه‌ریزی می‌کرد. مونرو برای دایر دوبارهٔ تصور عموم مردم از خود، در چندین ریسک تبلیغاتی، از جمله مصاحبه با لایف و کاسموپولیتن و نخستین عکاسی گزینشی‌اش برای وگ شرکت کرد. او و عکاس برت استرن برای تهیهٔ دو سری عکس، یکی سرمقاله‌ای استاندارد و دیگری ژست برهنه‌اش برای وگ، ۳ روز تمام با هم تنها بودند، که این عکس‌ها پس از درگذشت مونرو با عنوان آخرین نشست منتشر شدند. مونرو می‌خواست که در ۸ اوت ۱۹۶۲ دوباره با جو دی‌ماجیو ازدواج کند.

## مرگ و خاک‌سپاری

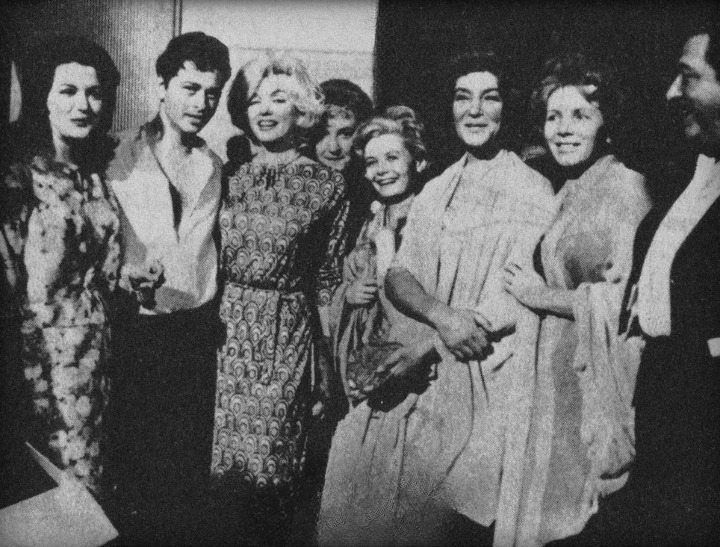
مونرو (سومی از سمت چپ) همراه با بازیگرانِ ملک‌الموت در یک دکور، در جریان سفرش به مکزیک در ۱۹۶۲، یکی از واپسین بارهایی که وی حضور رسانه‌ای یافت

مونرو در واپسین ماه‌های زندگی‌اش، در هلنا درایو پنجم ۱۲۳۰۵ در برنت‌وود محله‌ای در لس آنجلس زندگی می‌کرد. خانه‌دار وی یونیس موری شب ۴ اوت ۱۹۶۲ در خانه ماند. موری در ساعت ۳:۰۰ ق.ظ. ۵ اوت از خواب بیدار شد و حس کرد که یک‌چیزی اشتباه بوده‌است. او نور را از زیر درب اتاق خواب مونرو دید اما نتوانست پاسخی دریافت کند و درب هم قفل شده بود. موری سپس با روان‌پزشک مونرو، رالف گرینسون تماس گرفت، که اندکی بعد به خانه رسید و از یک پنجره وارد اتاق خواب شد و مونرو را در تختش مرده دید. پزشک مونرو، هایمن انگلبرگ حدود ساعت ۳:۵۰ ق.ظ. به محل رسید و مرگ او را رسماً بیان کرد و در ساعت ۴:۲۵ ق.ظ.، به ادارهٔ پلیس لس آنجلس اطلاع داده شد.
مونرو میان ساعت ۸:۳۰ ب.ظ. و ۱۰:۳۰ ب.ظ. در ۴ اوت درگذشت، گزارش سم‌شناسی نشان داد که علت مرگ او مسمومیت حاد باربیتورات بوده‌است. او در خونش ۸ میلی‌گرم درصد کلرال هیدرات (میلی‌گرم در هر ۱۰۰ میلی‌لیتر از محلول) و ۴.۵ میلی‌گرم درصد پنتوباربیتال داشت؛ در کبدش هم ۱۳ میلی‌گرم درصد پنتوباربیتال داشت. جعبه‌های خالی دارو کنار تختش پیدا شدند. احتمال این‌که مونرو به طور تصادفی مصرف بیش از حد کرده باشد، به دلیل این‌که دوزهایی که در بدنش پیدا شدند چند برابر حد مرگ‌بار بودند رد شد.

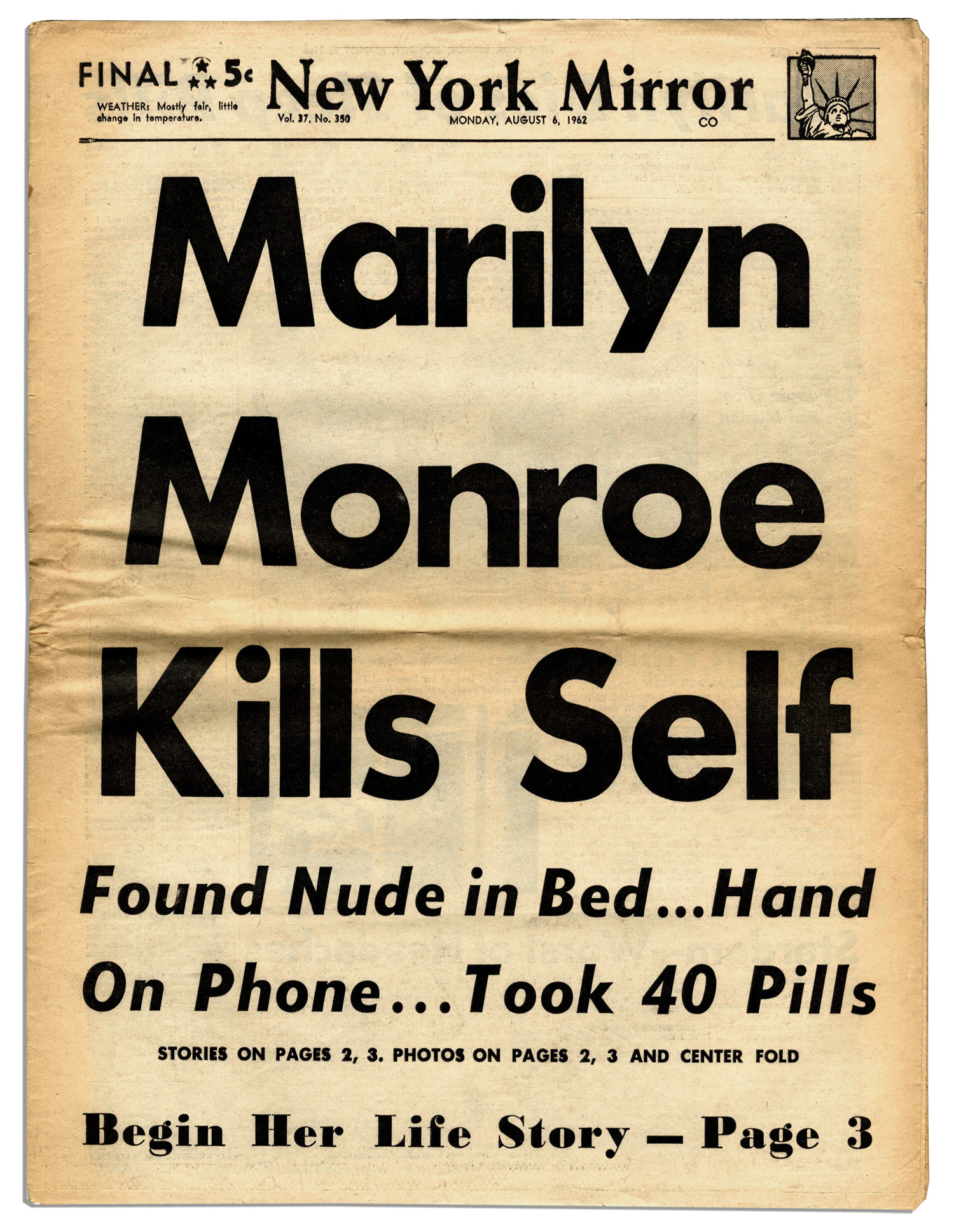
سرصفحهٔ نیویورک میرور در ۶ اوت ۱۹۶۲

دفتر محققان مرگ شهرستان لس آنجلس در بررسی خود از گروه پیشگیری از خودکشی لس آنجلس کمک گرفت که دانش تخصصی در زمینهٔ خودکشی داشت. پزشکان مونرو گفتند که او «تمایلی به ترس شدید و افسردگی‌های مکرر» با «تغییرات خلق‌وخوی ناگهانی و غیر قابل‌پیشبینی» داشت و در گذشته چندین بار مصرف بیش از حد کرده بود، ممکن است از قصد این کار را کرده باشد. به علت این حقایق و نبودن هیچ نشانه‌ای از فعالیت خلاف قانون، معاون دفتر محققان مرگ توماس نوگوچی مرگ او را به‌عنوان یک خودکشی احتمالی دسته‌بندی کرد.
مرگ ناگهانی مونرو سرصفحهٔ اخبار در ایالات متحده آمریکا و اروپا بود. بنا به گفتهٔ لویس بنر، «گفته می‌شود که نرخ خودکشی در ماه پس از مرگ او در لس آنجلس دو برابر شده بود؛ نرخ چاپ خیلی از روزنامه‌ها در آن ماه گسترش یافت» و شیکاگو تریبون گزارش داد که صدها تماس تلفنی از سوی عموم مردم برای درخواست اطلاعات دربارهٔ مرگ او دریافت کرده‌اند هنرمند فرانسوی ژان کوکتو نظر داد که مرگ وی «بایستی در جایگاه درسی تلخ برای همهٔ آنانی باشد که کار اصلی‌شان آزار ستارگان فیلم و جاسوسی از آن‌هاست»، همبازی پیشین مونرو لارنس الیویه او را «قربانی کامل هیاهو و احساس» خواند، کارگردان ایستگاه اتوبوس جاشوا لوگن هم گفت که او «یکی از قدردانی‌نشده‌ترین افراد در جهان» بود. در ایران، روزنامهٔ اطلاعات مرگ وی را به مرگ چند بازیگر دیگر از جمله «جیمز دین» تشبیه کرد.

گورابهٔ مونرو در گورستان وست‌وود در محلهٔ وست‌وود

خاک‌سپاری او، در گورستان وست‌وود در ۸ اوت برگزار شد، خاک‌سپاری خصوصی بود و تنها خویشاوندان نزدیک وی در مراسم حضور داشتند. ترتیب خدمات توسط جو دی‌ماجیو، خواهر ناتنی مونرو برنیس بیکر میراکل و مدیر امور تجاری مونرو اینز ملسون داده شد. صدها تماشاگر خیابان‌های اطراف گورستان را پر کرده بودند. مونرو بعدها در گورابهٔ شمارهٔ ۲۴ در گذرگاه خاطرات به خاک سپرده شد.
در دهه‌های بعدی، چندین تئوری توطئه از جمله قتل و مصرف بیش از حد تصادفی برای مخالفت با خودکشی به‌عنوان علت درگذشت مونرو مطرح شدند. این گمان که مونرو به قتل رسیده‌است نخستین بار با انتشار مریلین: یک زندگی‌نامه از نورمن میلر در ۱۹۷۳ توجه‌های عمومی را به خود جلب کرد و در سال‌های آینده به اندازهٔ کافی گسترده شد تا جان وان دی کمپ از دادستان ناحیه‌ای شهرستان لس آنجلس در ۱۹۸۲ یک «تحقیق آستانی» را اداره کند، تا معلوم شود که آیا بایستی یک تحقیق جنایی صورت گیرد یا نه. هیچ مدرکی از حقه‌بازی یافت نشد.

## شخصیت سینمایی و بازخورد
دههٔ ۱۹۴۰، برای بازیگران زنی که با صفات سرسخت و باهوش شناخته می‌شدند، دههٔ اوج حساب می‌شد—بازیگران زنی مانند کاترین هپبورن و باربارا استانویک—که در طی سال‌های جنگ، برای بینندگان تحت سلطهٔ زنان، جذابیت داشتند. فاکس قرن بیستم، می‌خواست مونرو یک ستارهٔ دههٔ نو بشود که مردان را به سینماها بکشاند و او را، جایگزینی برای بتی گریبل، «بامب‌شل بلوند» کهن‌شان که در دههٔ ۱۹۴۰ محبوب بود می‌دید. بنا به گفتهٔ پژوهش‌گر فیلم ریچارد دایر، تصویر ستارهٔ مونرو بیشتر برای نگاه مردان به وجود آمده بود.

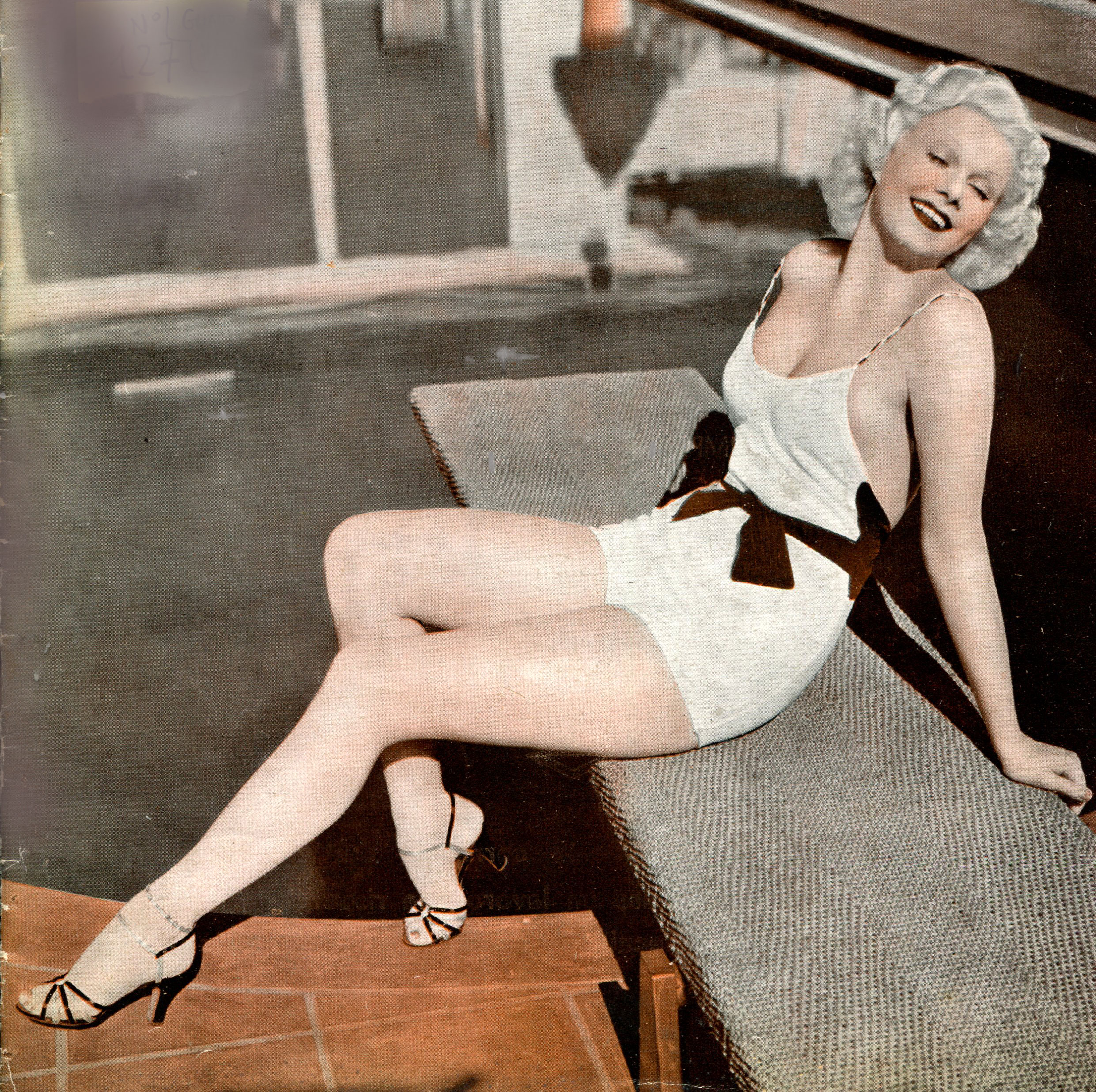
بازیگر جین هارلو در ۱۹۳۴؛ مونرو از او الهام گرفت تا تصویر خود به‌عنوان یک ستاره را توسعه دهد.

از همان آغاز، مونرو در ایجاد تصور عمومی بقیه از خود، نقش مهمی داشت و در اواخر دورهٔ حرفه‌ای خود، تقریباً کنترل کاملی بر آن داشت. او خیلی از استراتژی‌های تبلیغاتی خود را درست کرد، با ستون‌نویسان شایعه‌پراکن همچون سیدنی اسکلسکی و لوئلا پارسونز دوست شد و استفاده از تصاویر خود را کنترل می‌کرد. به علاوهٔ گریبل، او معمولاً با جین هارلو، ستارهٔ شناخته‌شدهٔ بلوند دیگری در فیلم‌های دههٔ ۱۹۳۰، مقایسه می‌شد. این مقایسه تا حدودی مونرو را برانگیخت، که سبب آن شد که مونرو هارلو را آیدل دورهٔ کودکی خود بنامد، مونرو می‌خواست که نقش هارلو را در یک فیلم زندگی‌نامه‌ای بازی کند و حتی آرایشگر موهای هارلو را استخدام کرد تا موهایش را رنگ کند.
شخصیت سینمایی مونرو روی موهای بلوند او و تفکرهای قالبی که به او وابسته بودند، به ویژه حماقت، ساده‌لوحی، دسترسی جنسی و مصنوعیت تمرکز داشت. او معمولاً از یک صدای نفس‌گیر و کودکانه در فیلم‌هایش استفاده می‌کرد و در مصاحبه‌ها این احساس را می‌داد که هرچیزی که او می‌گفت «کاملاً بی‌گناه و محاسبه‌نشده» بوده‌است، خود را با حروف دوپهلو که با عنوان «مونروگرایی» شناخته می‌شود نقیضه می‌کرد. مثلاً هنگامی که از او دربارهٔ این‌که در عکس‌برداری برهنهٔ ۱۹۴۹ چه چیزی بر تن داشت پرسیدند، او پاسخ داد: «من یک رادیو پوشیده بودم».

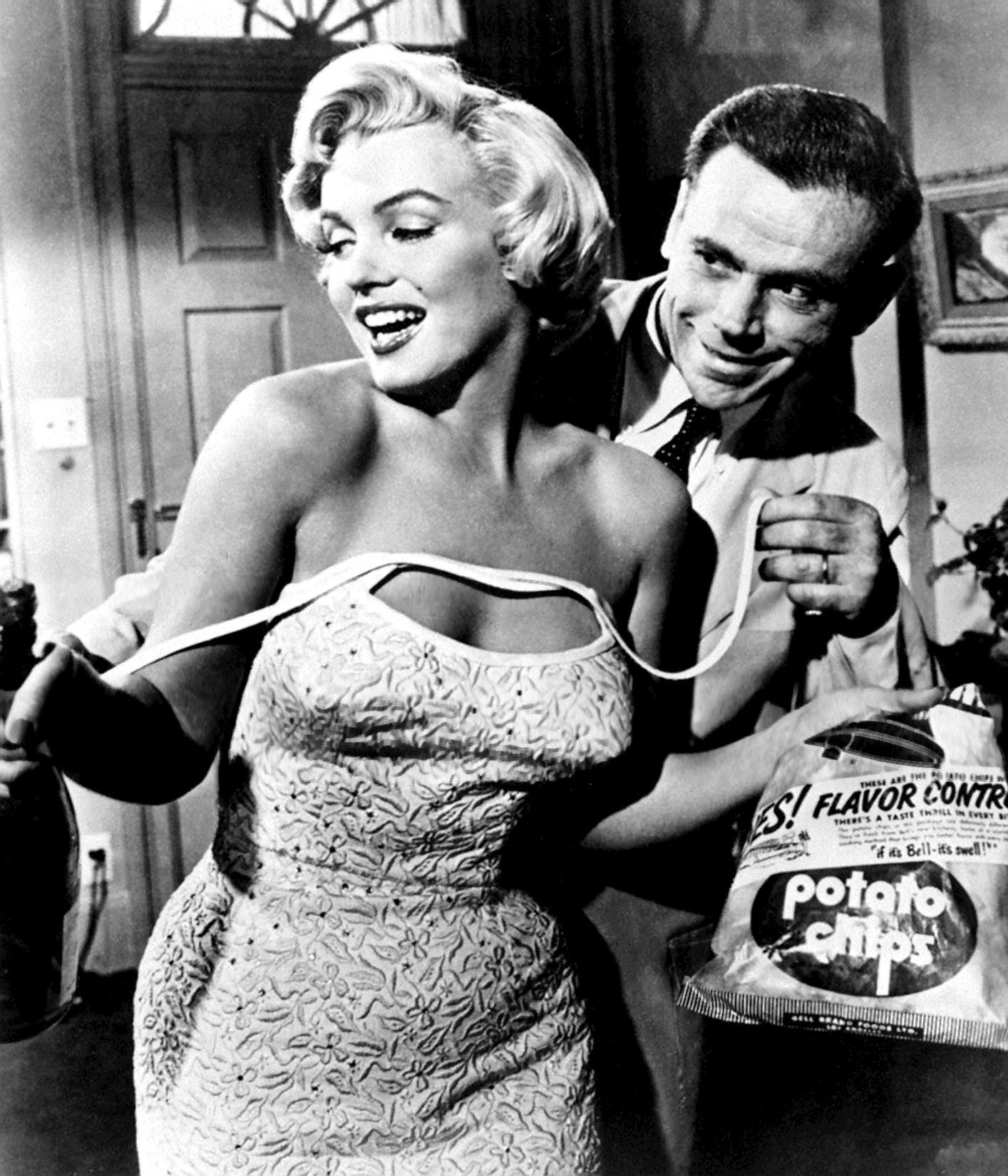
همان‌طور که در این عکس تبلیغاتی برای خارش هفت‌ساله (۱۹۵۵) دیده می‌شود، مونرو لباس چسبان به بدن پوشیده‌است که جذابیت جنسی او را افزایش می‌داد

در فیلم‌هایش، مونرو معمولاً نقش «دختر» را بازی می‌کرد، که تنها با جنسیتش تعریف می‌شد. نقش‌های او تقریباً همیشه دختران گروه کر، منشی‌ها یا مدل‌ها بود؛ پیشه‌هایی که در آن‌ها «زن نمایش اجرا می‌کند، برای لذت مرد» مونرو حرفهٔ خود را در جایگاه یک مدل پین‌آپ آغاز کرد و برای پیکر ساعت شنی‌اش شناخته بود. او معمولاً در صحنه‌های فیلم به گونه‌ای قرار داده می‌شد که نیم‌رخ منحنی‌اش نمایش داده شود و معمولاً مانند یک پین‌آپ در عکس‌های تبلیغاتی ژست می‌گرفت. گام‌برداری مخصوص وی با تاب‌خوری باسن، توجه‌ها را به بدنش جلب کرد و برای همین به او نام مستعار «دختری با گام‌برداری افقی» داده شد.
مونرو اغلب لباس‌های سفید می‌پوشید تا روی موهای بلوندش تأکید کند و با پوشیدن لباس‌های چسبان به بدن که بدنش را آشکار می‌کردند توجه‌ها را به خود جلب می‌کرد. شیرین‌کاری‌های تبلیغاتی‌اش بیشتر وابسته به لباس‌هایی بودند که به صورت آشکاری تکان‌دهنده یا حتی بدعمل بودند، مانند هنگامی که بند شانهٔ لباسش در طول یک کنفرانس مطبوعاتی پاره شد. در داستان‌های مطبوعاتی، مونرو بیشتر تجسم رؤیای آمریکایی بود، دختری که از یک کودکی تیره‌بخت به ستارگی هالیوود رسیده بود. در داستان‌های دربارهٔ زمان سپری‌شدهٔ وی در خانواده‌های موقت و یتیم‌خانه، اغراق شده بود و حتی تا حدودی ساختگی بودند. محقق فیلم توماس هریس، نوشت که ریشه‌های طبقهٔ کارگری مونرو و نبودن خانواده‌اش، باعث می‌شد که او از نظر جنسی بیشتر در دسترس باشد و به‌عنوان «همبازی ایدئال» ظاهر شود، که این در تضاد با بازیگر هم‌دورهٔ وی گریس کلی بود که او نیز برای بازاریابان یک بلوند جذاب بود، اما به علت پس‌زمینهٔ طبقهٔ بالاترش به‌عنوان یک بازیگر سطح‌بالا دیده می‌شد و برای بیشتر بینندگان مرد دست‌نیافتنی محسوب می‌شد.

اگرچه شخصیت سینمایی مونرو به‌عنوان یک کم‌هوش اما بلوند جذاب از نظر جنسی، با دقت او در بازیگری ساخته شده بود، تماشاگران و منتقدان فیلم اعتقاد داشتند که این شخصیت واقعی او بود. همین موضوع هنگامی که وی می‌خواست نقش‌های دیگری را پیگیری کند یا به‌عنوان یک تاجر شناخته شود، مانع او شد. استاد دانشگاه سارا چرچول روایت‌های دربارهٔ مونرو را مطالعه کرد و نوشت:
بزرگ‌ترین افسانه دربارهٔ او این است که او احمق بود. دومی این است که او ضعیف بود. سومی این است که او توان بازیگری را نداشت. او به‌دور از حماقت بود، اگرچه او تحصیل رسمی نکرد و خیلی درباره‌اش حساس بود. اما به‌راستی که خیلی باهوش بود—و خیلی سرسخت. او باید هردو می‌بود تا با نظام استودیوهای هالیوود در دههٔ ۱۹۵۰ مبارزه کند. […] بلوند احمق یک نقش بود—او یک بازیگر بود، خداوکیلی! عجب بازیگر خوبی بود که هیچ‌کس اکنون باور نمی‌کند که چیزی غیر از آن‌چه روی صفحهٔ نمایش نشان داده شد بوده‌است.
زندگی‌نامه‌نویس لویس بنر نوشت که مونرو معمولاً به طور ظریفی جایگاه نماد سکس خود را در فیلم‌هایش و انظار عمومی نقیضه می‌کرد و همین‌طور این را هم نوشت که «شخصیت مریلین مونرو که او ایجاد کرده بود یک نمونهٔ کاملاً درخشان بود، که میان می وست و مدونا در عقیدهٔ رایج فریبایان جنسیتی در سدهٔ بیستم قرار می‌گیرد.» خود مونرو گفته بود که وست، او را تحت تأثیر قرار داده‌است: «چند ترفند از اون [یاد گرفتم]—اون احساس خندیدن به جنسیت خودش یا تمسخرش». او کمدی را در کلاس‌های پانتومیم‌باز و رقصنده لوتی گوسلار یاد گرفت، که برای اجراهای کمدی‌اش روی صحنه سرشناس بود و گوسلار همچنین دربارهٔ صحنه‌های فیلم به او آموزش‌هایی داد. در آقایان موطلایی‌ها را ترجیح می‌دهند، یکی از فیلم‌هایی که مونرو در آن نقش یک نمونهٔ کامل از بلوند احمق را بازی کرد، مونرو جملهٔ «من هنگامی که قضیه مهمی در میان هست می‌توانم باهوش باشم، اما بیشتر مردان خوششان نمی‌آید» را به خطوط شخصیت خود اضافه کرد.

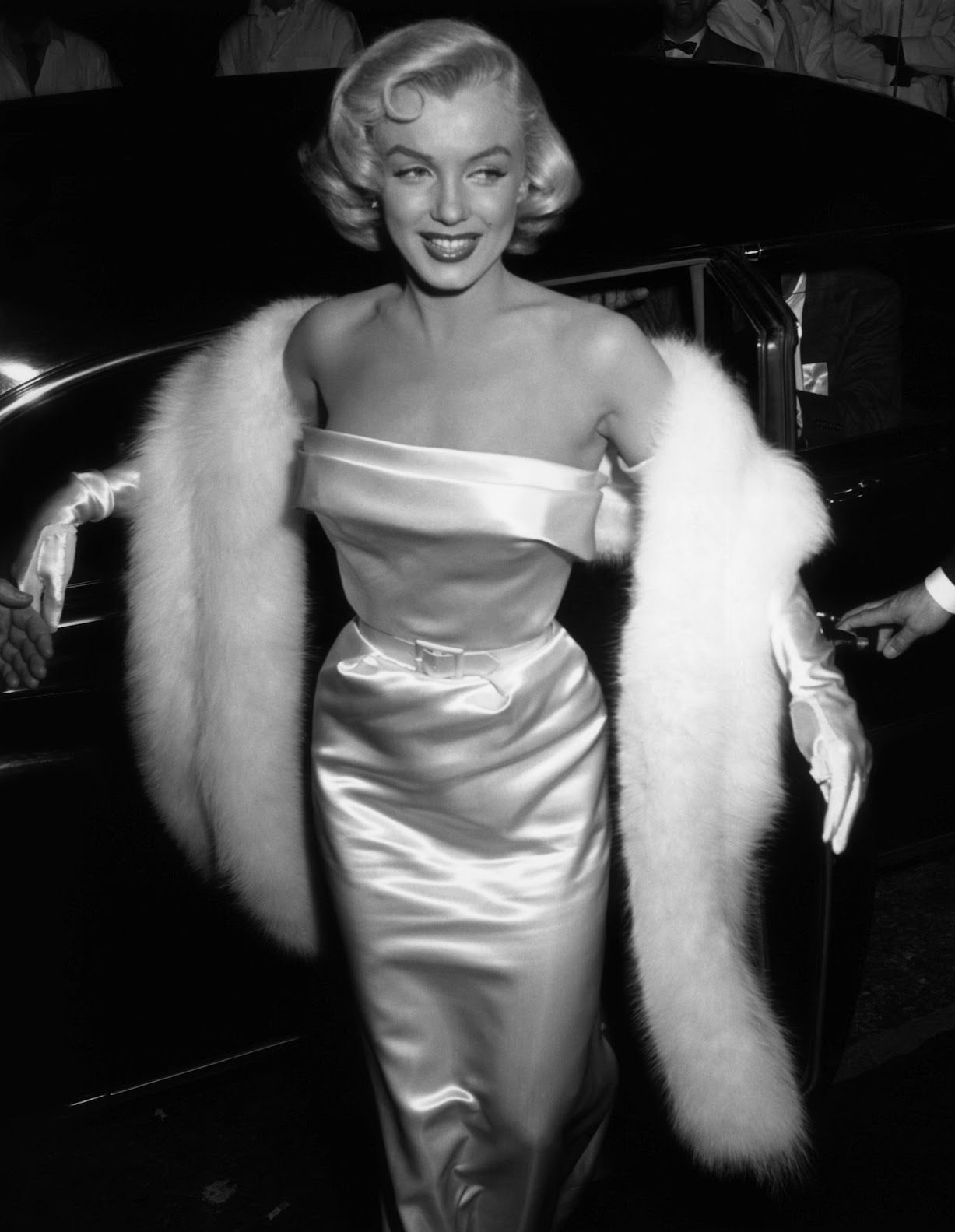
ورود مونرو به جشن لوئلا پارسونز در کلاب شبانهٔ سیروز در ۱۹۵۳

بنا به گفتهٔ دایر، مونرو در دههٔ ۱۹۵۰ به «نامی صمیمی تقریباً یکسان برای سکس» تبدیل شد و «تصویر او باید در جریان ایده‌ها دربارهٔ اخلاق و جنسیت قرار بگیرد که دههٔ پنجاه در آمریکا را مشخص می‌کند»، مثلاً ایده‌های فرویدی دربارهٔ سکس، گزارش کینزی (۱۹۶۳) و رازوری زنانه (۱۹۶۳) اثر بتی فریدان. با حضور در نقش آسیب‌پذیر و بی‌خبر از جذابیت جنسی‌اش، مونرو نخستین نماد سکس بود که سکس را طبیعی و بی‌خطر در مقابل زنان فریبا در دههٔ ۱۹۴۰ ارائه کرد. اسپاتو نیز او را تجسم «ایدئال پساجنگ دختر آمریکایی، لطیف، نیازمند ناپیدا، مورد پرستش مرد، ساده، ارائه‌دهندهٔ سکس بدون درخواست» توصیف می‌کند، که در بیانات مالی هاسکل منعکس شد: «او دروغ دههٔ پنجاه بود، این دروغ که یک زن نیازهایی جنسی ندارد، که او اینجاست تا نیازهای یک مرد را تأمین کند یا افزایش دهد.» هم‌دورهٔ مونرو، نورمن میلر نوشت که: «مریلین اظهار داشته‌است که هرچقدر سکس با دیگران سخت و خطرناک است، خوردن بستنی با او نیز همان‌قدر سخت و خطرناک است»، در حالی که گروچو مارکس او را «می وست، ثیدا بارا و بو پیپ همه در یک نفر ادغام شده‌اند» توصیف کرد. بنا به گفتهٔ مالی هاسکل، به دلیل وضعیت نماد سکس او، محبوبیت مونرو در میان زنان کم‌تر از محبوبیت او در میان مردان بود، زیرا آنان «نمی‌توانستند با او یکی شوند و از او پشتیبانی نمی‌کردند»، اگرچه این پس از مرگش تغییر کرد.
دایر همچنین استدلال کرده‌است که موی بلوند مونرو باعث شد که او با این خصوصیات شناخته شود، زیرا این خصوصیات باعث شدند که او «بی‌ابهام نژادی» و منحصراً سفید باشد، درست هنگامی که جنبش حقوق مدنی آغاز شد، او بایستی نماد نژادپرستی در فرهنگ مردمی سدهٔ بیستم دیده می‌شد. بنر پذیرفت که ممکن است که تصادفی نباشد هنگام جنبش حقوق مدنی مونرو روندی از بازیگران زن بلوند پلاتینیوم را آغاز کرده باشد، اما از دایر نیز انتقاد کرد، به این اشاره کرد که در زندگی خصوصی شدیداً همگانی‌شدهٔ مونرو، وی با افرادی که عضوی از «قوم سفید» دانسته می‌شدند، مانند جو دی‌ماجیو (آمریکایی ایتالیایی‌تبار) و آرتور میلر (یهودی) ارتباط داشت. بنا به گفتهٔ بنر، مونرو گاهی در برخی عکس‌های تبلیغاتی‌اش قواعد نژادپرستانهٔ رایج را به چالش می‌کشید؛ مثلاً، در تصویری که در لوک در ۱۹۵۱ نشان داده شد، او در لباس‌های بدن‌نما در حالی که با مربی خوانندگی آمریکایی آفریقایی‌تبار فیل مور تمرین می‌کرد نشان داده شد.

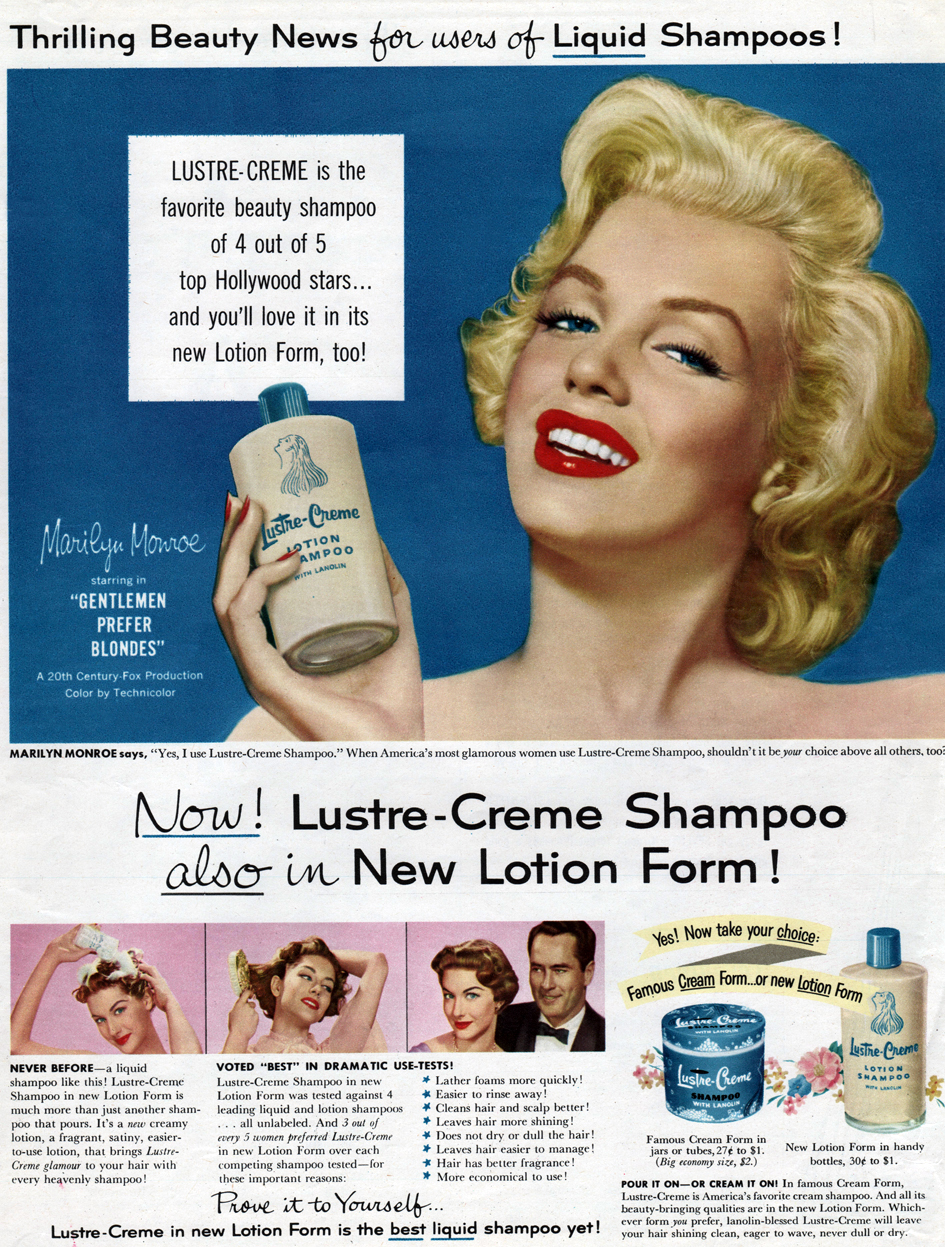
مونرو در تبلیغی برای شامپوی لاستر-کریم در ۱۹۵۳

مونرو یک ستارهٔ آمریکایی خاص دیده می‌شد، یا به نقل از فوتوپلی «یک نهاد ملی که مانند هات‌داگ، پای سیب یا بیسبال شناخته شده‌است». بنر او را نماد پاپیولوکس می‌خواند، ستاره‌ای که تصویر عمومی شادی‌آور و جادوکننده‌اش «در دههٔ ۱۹۵۰ به ملت کمک کرد که در مسائل جنگ سرد، بمب اتم و اتحاد شوروی کمونیستی تمامیت‌خواه با پارانویایش کنار بیایند». مورخ فیونا هندی‌ساید نوشته‌است که بینندگان زن فرانسوی سفیدی/بلوندی مونرو را با مدرنیتهٔ آمریکایی و پاکیزگی در ارتباط می‌دانستند و بنابراین مونرو نماد یک زن مدرن و آزاد شد که زندگی‌اش در انظار عمومی جا پیدا می‌کند. مورخ فیلم لورا مالوی او را مورد ستایش فرهنگ مصرف‌کنندهٔ آمریکایی می‌داند و در این باره نوشته‌است:
اگر آمریکا بخواهد دموکراسی پرزرق‌وبرق را به اروپای فقیرشدهٔ پس از جنگ بازگرداند، سینماها می‌توانستند ویترین دکانش باشند … مریلین مونرو، با تمام صفات آمریکایی و جنسیت ساده‌شدهٔ خود، آمد تا با تصویر فردی خود تجسمی از این رابط پیچیده اقتصادی، سیاسی و اروتیک شود. در میانهٔ دههٔ ۱۹۵۰، وی نشانی برای زرق‌وبرق بی‌طبقه شد، در دسترس هر فردی که از لوازم آرایشی، نایلون و پراکسید آمریکایی استفاده می‌کند.
فاکس قرن بیستم علاوه بر این‌که از محبوبیت مونرو بهره می‌برد، چندین بازیگر شبیه به او را نیز پرورش داد، مثلاً جین منسفیلد و شری نورث. استودیوهای دیگر نیز برای ایجاد مونروی خودشان تلاش کردند: یونیورسال پیکچرز با میمی وان دورن، کلمبیا پیکچرز با کیم نواک و رنک اورگانیزیشن با دایانا دورس.
در یک پروفایل، ترومن کاپوتی گفتاوردی از کونستانس کولیر، آموزگار بازیگری مونرو را نقل کرد: «اون یک بچه‌خوشگل هست. منظورم این نیست آشکارا باشد—شاید به طور خیلی آشکار. من اصلاً فکر نمی‌کنم که اون یک بازیگر باشه، نه به معنای سنتی‌اش. اون چیزی که داره—این پیشگاه، این درخشندگی، این هوش سوسوزن—هرگز نمی‌توانه به روی صحنه بره. اینقدر شکننده و لطیف هست که تنها [یک] دوربین، می‌توانه گرفتارش کنه. اون مثل یک مرغ مگس‌خوار در حال پرواز هست: تنها یک دوربین، می‌توانه نظمش را منجمد کنه.»

## فیلم‌شناسی
- سال‌های خطرناک (۱۹۴۷)
- اسکودا هو! اسکودا هی! (۱۹۴۸)
- دختران گروه کر (۱۹۴۸)
- عاشق‌پیشه (۱۹۴۹)
- بلیط توماهاوک (۱۹۵۰)
- جنگل آسفالت (۱۹۵۰)
- همه‌چیز دربارهٔ ایو (۱۹۵۰)
- توپ آتشفام (۱۹۵۰)
- رایت کراس (۱۹۵۱)
- داستان شهر مادری (۱۹۵۱)
- به همان جوانی که حس می‌کنی (۱۹۵۱)
- آشیانهٔ عشق (۱۹۵۱)
- بیا قانونی‌اش کنیم (۱۹۵۱)
- برخورد در شب (۱۹۵۲)
- ما متأهل نیستیم! (۱۹۵۲)
- زحمت در زدن به خودت نده (۱۹۵۲)
- میمون‌بازی (۱۹۵۲)
- خانه پر او. هنری (۱۹۵۲)
- نیاگارا (۱۹۵۳)

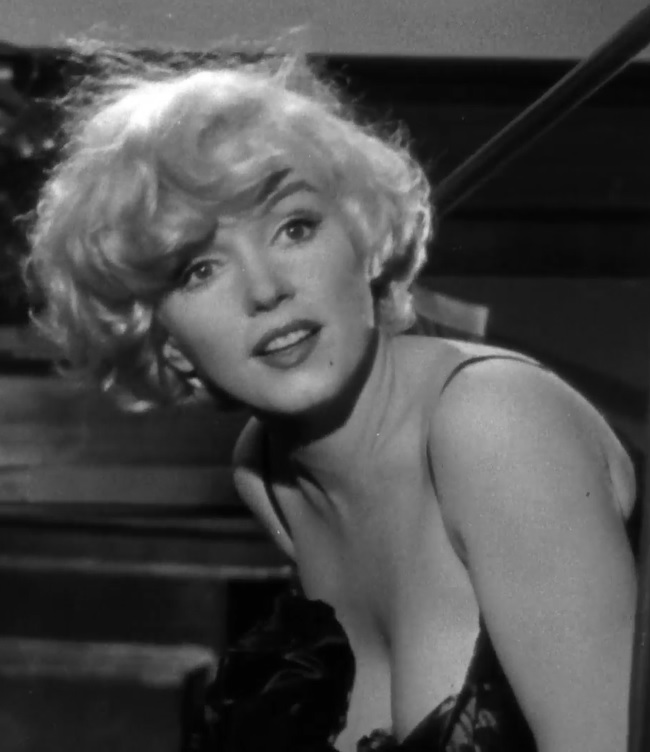
مونرو در بعضی‌ها داغشو دوست دارن (۱۹۵۹)

- آقایان موطلایی‌ها را ترجیح می‌دهند (۱۹۵۳)
- چگونه می‌توان با یک میلیونر ازدواج کرد (۱۹۵۳)
- رود بی‌بازگشت (۱۹۵۴)
- هیچ شغلی مثل نمایش نیست (۱۹۵۴)
- خارش هفت‌ساله (۱۹۵۵)
- ایستگاه اتوبوس (۱۹۵۶)
- شاهزاده و شوگرل (۱۹۵۷)
- بعضی‌ها داغشو دوست دارن (۱۹۵۹)
- بیا عشق بورزیم (۱۹۶۰)
- ناجورها (۱۹۶۱)
- چیزی برای بخشیدن (۱۹۶۲–ناتمام)

## میراث

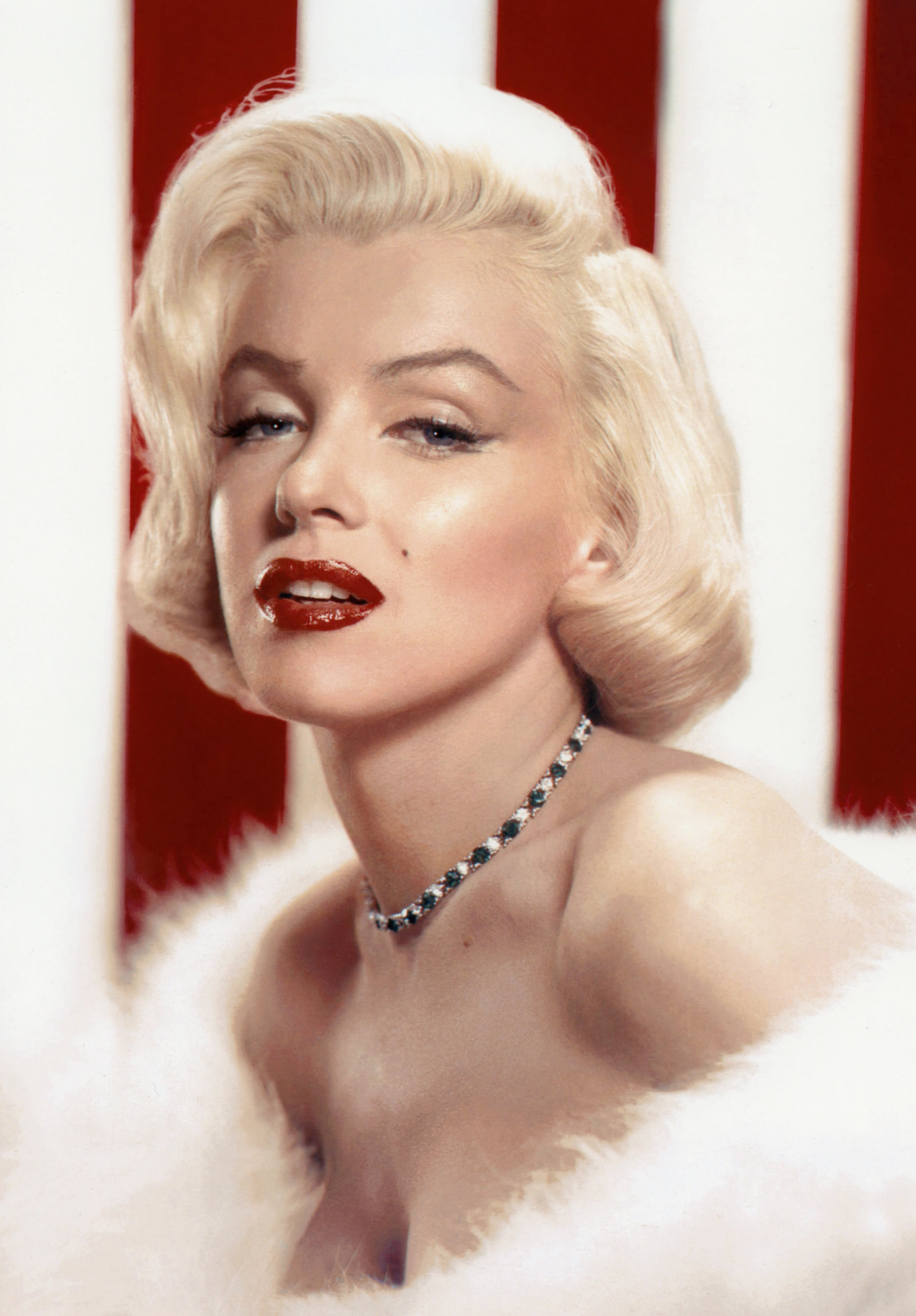
مونرو در تصویری تبلیغاتی برای مجله فوتوپلی در ۱۹۵۳

برپایهٔ راهنمای فرهنگ مردمی ایالات متحده، «مریلین مونرو به‌عنوان نماد فرهنگ مردمی آمریکا، در محبوبیت رقیب نداشت؛ غیر از عده‌ای معدود مانند الویس پرسلی و میکی ماوس[…]، هیچ ستارهٔ دیگری تا به‌حال نتوانسته چنین طیف گسترده‌ای از احساسات را برانگیزد — از شهوت تا ترحم و از حسادت تا پشیمانی» گیل لوین، مورخ هنر، بیان کرد که از مونرو ممکن است بیشتر از هر کسی در سدهٔ بیستم تصویربرداری شده باشد و انستیتوی فیلم آمریکا او را ششمین افسانهٔ زن بزرگ در تاریخ سینمای آمریکا معرفی کرده‌است. مؤسسه اسمیتسونین او را در فهرست «۱۰۰ تا از مهم‌ترین آمریکایی‌های تمام دوران» قرار داده‌است و ورایتی و وی‌اچ‌وان او را در میان ده نفر نخست در فهرست بزرگ‌ترین نمادهای فرهنگ مردمی سدهٔ بیستم قرار داده‌اند.
صدها کتاب دربارهٔ مونرو نوشته شده‌اند. او سوژهٔ بسیاری از فیلم‌ها، نمایش‌ها، اپراها و ترانه‌ها و همچنین الهام‌بخش هنرمندانی همچون اندی وارهول و مدونا بوده‌است. نام او هنوز برندی ارزشمند به شمار می‌رود: صدها محصول برای استفاده از تصویر و نام مریلین مونرو مجوز گرفته‌اند. او در تبلیغات تجاری برندهایی مانند مکس فکتور، شنل، مرسدس-بنز و ابسلوت ودکا ظاهر شده‌است.
محبوبیت پایدار و همیشگی مونرو به تصور عموم مردم دربارهٔ او وابسته است؛ که البته این تصور با حقایق زندگی وی تضاد دارد. او از یک سو، نماد سکس، زیبایی و یکی از سرشناس‌ترین ستاره‌های سینمای کلاسیک هالیوود است. از سوی دیگر، او را برای زندگی خصوصی آشفته، کودکی پرفرازونشیب، تلاش برای کسب احترام در محل کار و نیز ماجرای مرگش و تئوری‌های توطئهٔ پیرامون آن می‌شناسند. محققان و روزنامه‌نگاران علاقه‌مند به سکس و فمینیسم، دربارهٔ او تحقیق کرده‌اند و نوشته‌اند. برخی از این نویسندگان عبارتند از گلوریا استاینم، ژاکلین رز، مالی هاسکل، سارا چرچول و لویس بنر. برخی مانند استاینم او را قربانی نظام استودیویی می‌دانند. در عوض برخی دیگر، مانند هاسکل، رز و چرچول، بر نقش فعالانهٔ مونرو در حرفه‌اش و مشارکت او در کسب وجههٔ عمومی تأکید کرده‌اند.

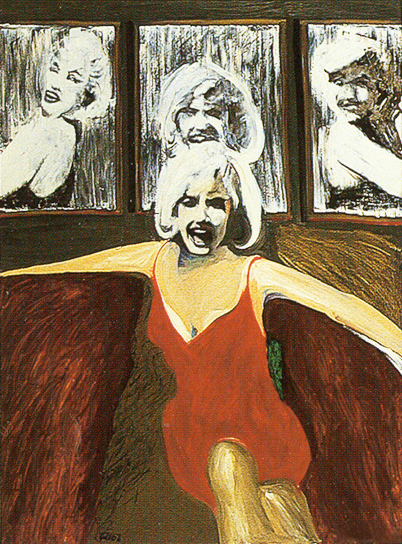
تابلو از هنرمند پاپ جیمز گیل، نقاشی مریلین تریپ‌تیک (۱۹۶۲)

به دلیل تضاد میان ستارگی و زندگی خصوصی آشفته، مونرو به موضوع بحث‌های گسترده دربارهٔ پدیده‌های عصر نوین مانند رسانهٔ گروهی، سرشناسی و فرهنگ مصرف‌کننده تبدیل شده‌است. به گفتهٔ سوزان همشا، استاد دانشگاه، مونرو همچنان مورد بحث‌های کنونی دربارهٔ جامعهٔ نوین است و او «هرگز به‌طور کامل در یک زمان یا مکان جا نمی‌گیرد»، بلکه به «شاخصی [تبدیل شده] که می‌توان با آن، هرکدام از روایات فرهنگ آمریکا را [دوباره] ساخت» و او «در نقش نوعی فرهنگ بازی می‌کند که می‌تواند توسط دیگران در زمینه‌های جدید بازتولید، تبدیل، ترجمه و اجرا  شود» مانند همشا، بنر نیز مونرو را یک «دگرپیکر جاودانه» نامیده‌است که توسط «هر نسل، حتی هر فرد… با مشخصات خودشان» دوباره به وجود می‌آید.
مونرو همچنان یک نماد فرهنگی است، اما منتقدان در مورد میراث او در جایگاه یک بازیگر، اختلاف نظر دارند. دیوید تامسون مجموعهٔ آثار وی را «ضعیف و بی‌مایه» خواند و پالین کیل نوشت که او توانایی یک بازیگر را نداشت؛ بلکه تا اندازه‌ای «از مهارت‌های نداشته‌اش در بازیگری استفاده می‌کرد تا عموم مردم را مشغول کند. او شوخ‌طبعی یا ناآگاهی یا ناامیدی داشت تا چیزکیک را تبدیل به بازیگری کند — و برعکس؛ او کاری را انجام داد که دیگران انجامش ندادند چون سلیقهٔ خوبی داشتند» در مقابل، پیتر بردشاو نوشت که مونرو یک کمدین بااستعداد بود که «درک می‌کرد که کمدی چگونه تأثیرات خود را می‌گذارد» و راجر ایبرت نوشت که «بی‌قاعدگی‌ها و اختلالات اعصاب مونرو در صحنهٔ فیلم‌برداری باعث بدنامی وی [در میان دست‌اندرکاران فیلم‌ها] شد؛ اما استودیوها مدت‌ها پس از این‌که هر بازیگر دیگری رانده می‌شد، با او کنار می‌آمدند، زیرا آنچه از صفحهٔ نمایش توسط آنان دریافت می‌شد، جادویی بود». به‌طور مشابه، جاناتان رزنبام اعلام کرد که «او به‌صورت ماهرانه‌ای، محتوای جنسیت‌زده را از پایهٔ خود زدود» و همین‌طور اعلام کرد که «به نظر می‌رسد مشکلی که برخی افراد در تشخیص باهوشی مونرو در جایگاه یک بازیگر دارند، ریشه در ایدئولوژی عصر سرکوب‌گری دارد؛ زمانی که زنان دارای ابر‌زنانگی قرار نبود باهوش تصور شوند».
در سال ۲۰۲۴، شورای شهر لس‌آنجلس تصویب کرد که خانهٔ مونرو به یک بنای فرهنگی تاریخی تبدیل شود.